# 中原茂
中原 茂（なかはら しげる、1961年1月22日 - ）は、日本の男性声優。神奈川県鎌倉市出生、藤沢市、茅ヶ崎市香川出身。ローカルドリームプロダクション所属。元妻は同じく声優のこおろぎさとみ。

## 来歴

### 生い立ち
神奈川県鎌倉市で誕生。父（? - 2004年5月21日）は化粧品メーカーの社員で、転勤族であった。生後ほどなくして神奈川県藤沢市に転居した後、大阪府で幼稚園時代の半期を過ごす。当時は絵を習いに行っており、中原が描いていた何かの花の水彩画で金賞を獲得。その教室の先生からは「お子さんには絵を続けさせて下さいね」と親に言われていたようだったものの、その後は立ち消えになってしまったようだった。同時にヤマハ音楽教室にも通い、ピアノを習いに行っていた。毎日1時間程家ではオルガンで練習していたものの、当時は遊びに行けなかったこともあり、それが嫌いだった。その後の引越し先にその音楽教室がなかったため、ピアノもそこまでとなり、解放された気分になった。その後、大人になってから「あの時続けていればなぁ」と強く思っており、あの頃に声優の仕事に就く事が分かっていれば続けていたと語る。
その後の東京都で残りの半期を過ごした後は小学1年生の頃は千葉県、小学2年生の頃は群馬県、小学3年生の頃は富山県に転居して、富山県で8ヶ月の短い期間を経て、小学4年生の頃から神奈川県茅ヶ崎市香川に転居と父の転勤に伴い度重なる転校を経験。
子供の頃は外でよく遊んでおり、千葉県にいた時は「テッちゃん」と「マーちゃん」という2人の友人が出来た。別の場所に転居後もその友人たちとの交流は続いていた。群馬県にいた時は補助輪をしないで自転車に乗れるようになった。敷地内に住んでいた大家のおじさんとおばさんに可愛がってもらい、大家のバイクに初めて乗せてもらっていた。同時に軟球大の柔らかいボールを使った遊びのワンバン・ノーバンに熱中したり、初めてメンコに遭遇してそれで群馬県内で遊んでいたものの中で一番とりつかれていったりしていたという。
小さい頃に中原が中学時代に死去した母方の祖父が住んでいた神奈川県藤沢市に行っていた時は近くの家のお兄さんたちとよく遊んでんでいた。父方の実家は神奈川県鎌倉市大船にあり、夏になると神奈川県鎌倉市七里ヶ浜にあった七里ヶ浜海水プールに夜によく連れて行ってもらえた。父の兄たちにもかわいがれながらよく遊んでもらっており、おじはよく近くにあった松竹撮影所にボウリング場に連れて行ってもらえていたという。
一人っ子であったことから、家の中では、取っ組み合う兄弟もなく完全なアニメ育ちのアニメッ子であった。ある晩、テレビアニメ『鉄人28号』を見ようと力任せにひねっていたチャンネルを壊してしまい、『鉄人28号』が見られないことでショックを受けて大泣きをしてひどく叱られていたこともあった。富山県にいた時は近くにあった富山テレビまで当時放送していた『あしたのジョー』のキーホルダーか何かを貰いにいったこともあったという。他にも『少年忍者風のフジ丸』、『狼少年ケン』、『スーパージェッター』、『アニマル1』、『花のピュンピュン丸』、『巨人の星』、『デビルマン』、『佐武と市捕物控』、『赤き血のイレブン』、『アパッチ野球軍』なども観ていたという。
人前で初めて唄っていた歌は親戚達の前で唄っていた『黒猫のタンゴ』であった。

### 学生時代
幼少期の夢は一番初めはプロテニスプレーヤーだったといい、一瞬だけプロゴルファーになろうとも思ったという。小学生から中学生になろうとしていた頃は、ゴルフに触れていた時期があったという。叔父がゴルフ好きで，近くにある打ちっ放しだった練習場に、よく連れていってもらった。当時の中原は身体も小さく力もなく、いつもクラブに振り回されており、特にドライバーともなると、「飛ばされてしまうんじゃないか」と錯覚していた程だった。練習を重ねるにつれて、だんだん打てるようになり、叔父は「そろそろコースを周ってみようか」と誘っていた。その練習場には，全9ホールのショート・ショートホールが併設しており、一番長くても100ヤードを少し超えた辺り、110～130ヤ－ド位だったといい、持っていたクラブは9番とサンドウェッジとパターの3本で、中原はそのコースを周る事を毎回楽しみにしていたという。得意だったのはサンドウェッジで、好きなのはパターで、9番はコ－スの性格上、殆ど使う場面がなく変わりに、ピッチングウェッジを持つ事もあった。しかし、中原は非常に非力だったこともあり、9番ではないと届かないホ－ルが一つあり、9番はやはり手放せなかった。叔父に「暫くしたら本当のコ－スに出てみるか」と言われていたが、何時の間にかゴルフからは遠ざかった。その後は叔父に連れられてテニスをするようになり、軟式のテニスにのめり込んでいった。子供の頃に好きだったプロテニスプレーヤーはケン・ローズウォール。他にも絵描きや作家にも憧れていたという。
小学4年生の頃から6年迄は地元の子供会に入り、そこの野球部に所属してこの頃から野球をしていた。ユニフォームは母方の祖父が作ったが、その背番号は当時ファンで読売ジャイアンツに所属していた国松彰の「36」だった。その時は祖父に「何番がいい?」と中原の好きな背番号を聞いており、それで中原にそのユニホームをプレゼントしていた。当時の中原の野球の腕前は元々臆病だったこともあり、自分の守っているポジションにボ－ルが飛んでこない事を毎回祈って守備についており、バッターボックスでは常に腰が引けていたようだった。練習は好きでそのような按配だったことから中々上達せず、練習では難しい当たりをキャッチする等ファインプレーをする事もあり、要するに本番については弱かったという。
小学校時代は典型的なオール3の少年で、通信簿にはいつも3が並んでおり、同時に中原は女の子と多く遊んでいた時期はあったこともあり、担任の教師からの通信欄に「少々女の子と遊びすぎるので…」が書かれていた。小学校で流行していたドッチボールでの中原は、当時頭も良くスポーツマンで女子からの人気が高かった「浜さん」というあだ名の友人がリーダーを務める「いつもニコニコ浜さんチーム」に入っていた。中原が通ってた小学校は「弱きを助け強きを挫く」の精神を持った子供の方が多かったことからいじめはなく、宝箱に詰まった夢のような時間だったと語る。
茅ヶ崎市立鶴が台中学校時代もその時の成績もオール3の少年で、前述の野球部のことが向いていなかったようで軟式テニス部に所属していた。当時はテニスプレーヤーに憧れていたという。中学3年生のバレンタインの時期には同級生たちがチョコレ－トをたくさんもらっていたり、下級生の女の子たちに慕われているのを中原は眺めていただけであり、後輩からは「先輩達の中で、中原さんが一番頼りないですね」と言われてしまったという。部員が少ないこともあり、中学1年生の時から夏に開催されたテニス大会に出場していた経験もある。
神奈川県立小田原城東高等学校（現：神奈川県立小田原東高等学校）に進学後の高校1年生の時は、前述の中学時代の頃もしていた軟式テニスをしようとテニス部に入部するものの、たばこを吸うのが嫌で退部してしまったという。同時に松崎しげるの『私の歌』を聴いて「僕も松崎さんのような、歌唱力のある歌手になりたい!」と歌手を目指した。その後は歌謡曲が好きな少年となり、桜田淳子のファンだったこともあり、中学生の頃はファンクラブにも入っていたこともあった。オーディション番組『スター誕生!』を2回程受けていたが、2度共一次オ－ディションで落選したという。落選後も「歌手になる」という夢を追い続けて、他のオーディションを受けたりもしており、受かったものもあったものの、多額なお金がかかたり、親の猛反対もあり断念したものもあったという。高校1年生の頃には「第1回ホリプロタレントスカウトキャラバン」に応募して、1次審査は通っていたが、親の猛反対にあり、レッスンに行くことは叶わなかったという。しかし諦めきれず、当時、桜田が所属していたサンミュ－ジックの新人開発部のことを知り、その時に8、9月の2ヶ月だけという親との約束で、高校時代の毎週日曜(計8回)、東京都新宿区四谷までそこに通っていた。中原への教材はコールユーブンゲンが使われ、課題曲は好きな歌を選べたため、沢田研二の『勝手にしやがれ』と松崎しげるの『私の歌』を選んでいた。その頃の中原は文通をしており、そのペンフレンドだった藤沢市のミッション系の女子校出身の女の子がFM東京で放送されていた松崎がパーソナリティーの番組に「中原君に応援メッセ－ジをお願いします」といった内容のハガキを送り松崎からそのメッセ－ジをもらった事があり、中原はラジオから流れてきた時は凄く嬉しかった。2ヶ月が過ぎ、その教室を去った時に担当の先生から「そうか、惜しいな、18才位のデビュ－を考えていた…」と言われて中原は「あと2年か…」と思ったものの、親に対して、「このまま続けたい」とわがままをいうでもなく、サンミュ－ジックを後にしていたという。
高校1年生の後半はやる事も見つからなかったこともあり、学校と家を往復する毎日が続いていた。高校2年生の時にどこかの部に入部しなければならなくなり新聞部に入部。中原曰く何故新聞部に入部したのかは定かではないが、新聞部の先輩だった女性部員たちがやさしかったという単純な理由だったからかもしれないという。当時は記事を書いたりしており、一番思い出深い記事は「生きがい」で国語の教師からも誉められていた。文化祭の時は壁新聞なども張り出したりしていた。
同時にフォークソングに出会っており、一緒に入部していた中原を除く同期の男子全員が皆ギターを弾いて歌うほど音楽が好きで、1人は大のビートルズ狂であった。それまで中原はビートルズ、ポール・マッカートニー、ジョン・レノン、リンゴ・スター、ジョージ・ハリスンも無知だったという。かぐや姫等にも興味がなく『神田川』位は知っている程度であったという。部員が部室にギターを持ち込み、弾き語りしていたのを毎日のように聞き、友人からも「お前もやってみろよ」と声を掛けられて中原は「僕もやろうかな…」と思うようになり、その後にモーリスギターを買い急速にのめり込んで行った。その後、「中原これ聞いてみろよ」という形で、友人たちにLP盤を借りて聞いている事が多かった。その中にあったグレープのライヴ・アルバム『グレープ・ライブ 三年坂』で「歌で感動させる事が出来るなんて」と衝撃を受けて「自分も人の心を動かせるような唄い手になりたい」とシンガーソングライターを志す。夏休みは新聞部で高校2年生の時は丹沢にあった白石沢キャンプ場、高校3年生の時は大平キャンプ場に行き、友人がギターを担いで行ったり、キャンプファイヤー時に皆で何曲も唄っていたという。
初めてギターを練習していた曲はバンバンの『『いちご白書』をもう一度』。その後もガムシャラにギタ－を弾き、歌い続けていた。ただし、その時は、それを人に聞かせる事は考えておらず、聴いてもらう場もなかったが、ギターを弾き、毎日唄い続けていたという。しかしギターを弾くという事より、唄う事に情熱を傾けており、ギターはあまりうまくならなかったという。高校2年生の時が過ぎていったある日、友人が皆に「バンドやらないか」と声をかけており、各パートが決まっていったものの、中原はギターもろくに弾けないためボ－カルを担当。高校3年生の時にバンドを組み、活動をしていた。その後、練習が始まり、最初にコピーをしていたのが『あんたのバラード』。中原たちのバンドがオーラスにして定着していた曲はチューリップの『青春の影』。『青春の影』については高校時代の送別会のステージで初めて披露していた。その送別会の数日後に同じ新聞部だった人物から「あの時、いつもつっぱっている子達も皆感動して泣いてて、アンコ－ルって叫んでたんだよぉ」という手紙をもらっていた。その他のチューリップの曲については『サボテンの花』、『夏色のおもいで』、『銀の指環』、『私のアイドル』、『夢中さ君に』、『人生の始まり』などが好きだった。文化祭の特別ゲストの時に唄ったのは『あんたのバラード』、アンコールは『青春の影』と決まっていた。当時の文化祭の体育館のステージは紙テープの海と化していた。『あんたのバラード』を唄って以来、少しの間、「あんバラの人だ」、「あんバラの先輩だ」と呼ばれていた。教師たちは「あの中原が…」といった具合に中原がバンドをしていた事で凄く驚いていたという。
高校生の頃から深夜ラジオに夢中でよく聞いていた。その時に南こうせつがパーソナリティーを務めていたオールナイトニッポンのラジオ番組のコーナーの「長渕剛の裸一貫ギタ－で勝負」を必ず聞いていた。その中で、『涙のセレナーデ』、『君は雨の日に』が忘れられない曲として残っていた。そんな中、友人と密かに応募していたりしていた。その時はヤマハ主催の「ヤマハポピュラーソングコンテスト」を応募していたが、落ちた。また同ポピュラーソングコンテストの中の曲たちが、ニッポン放送の深夜番組『コッキーポップ』で流されており、その曲たちにも心を奪われていた。ニッポン放送の深夜番組の「たむたむたいむ」でもアマチュアの曲をとりあげており、それらの番組で紹介される曲たちを聞きながら、「いつか自分達も」と思っていた。あの友人たちと出会っていなかったらその後の中原はいなかったと語っている。高校3年生の夏休み前に友人から「フォーク同好会をつくるぞ!」と誘われて、中原たちはフォーク同好会を創設。その時は卒業の来年3月まで毎月視聴覚教室でコンサートの「メモリアルコンサート」を開き、3年生を中心として毎月何人かで組んで発表を行っていた。その後、フォーク同好会の曲を中原が創る事になったが、あまり時間もなく2日か3日位でその曲を創った。その曲については中原たちが高校卒業後もしばらくの間はフォーク同好会の歌として唄われていたようだった。
夏休み前に第一回目のライブをしていたといい、中原にとっては夏休みをはんで、ラストの3学期からの7ヶ月の時は凝縮された濃密な時間であった。視聴覚教室にあった旧式の大きなストーブで、中原などが持ち込んでいた食べ物を暖めたり、お湯を沸かしたりしており、それで食べたりしていた。中原はある日の昼休みに新聞部の部室で、昼食をとった後に歌を唄う事が楽しく純粋に唄う事に喜びを感じてギターを弾いていたこともあった。ある日、聴いてもらえる事が凄く嬉しく何度も練習したものの、緊張してコンサートの当日は失敗してしまったり、逆に練習で出来なかった事が本番で出来たりしていたこともあった。高校生活最後の弾き語りの曲として唄っていたのはさだまさしの『主人公』だった。その他に高校時代に感銘を受けた曲はかぐや姫のラストアルバムの『かぐや姫フォーエバー』、オフコースの『秋の気配』。『秋の気配』についてはオフコースと甲斐バンドが好きだった「おタカ」というあだ名のバンドの紅一点から「これすっごいいい曲だから」と強く薦められて、新聞部の皆が口ずさむ位になっていたという。中原はその後は様々な曲を知るようになり、中原自身も唄うようになっていった。その紅一点はその後は結婚して2人の子供をもうけており、その子供と一緒に中原が出演していたアニメを見ていたものの、癌で死去。その紅一点の通夜の時にはその紅一点の母にお願いされたことで、中原は『秋の気配』を唄っていた。その後の中原は音楽誌や『ぴあ』等の情報誌を頼りにシンガー募集や弾き語り募集といった事務所の門を叩くべく、何度も東京都とへ足を運ぶ。中には1ヶ月位して再び訪れていたところ影も形も失くなっていた事務所もあったという。
高校卒業後は東海大学教養学部に進学。当時の大学の試験では論文と面接くらいまで受けており、その論文では国語の教師について随分勉強していた。その国語の教師は中原の大学合格をした時には泣いて喜んでいた。高校卒業後もバンドを社会人となった友人たちと約2年程活動を続けていた。その中で甲斐バンドの『氷のくちびる』、『ポップコーンをほおばって』、『翼あるもの』、『安奈』、チュ－リップの『青春の影』、『夏色の思い出』、『サボテンの花』、『人生の始まり』、オフコースの『SAVE THE LOVE』、『愛を止めないで』、『雨の降る日に』などを演奏していた。それのラストに決まっていた曲はチューリップの『青春の影』。高校卒業して間もなかった時に人前で唄い始める。地元の茅ヶ崎市の茅ヶ崎フォーク村に参加し、高校の後半から少しずつオリジナル曲も創るようになったこともあり、フォーク村のライブにおいてはオリジナル曲しか唄わないようにしていた。もう一つあった湘南フォーク村の村長とも仲良くなり、ライブをしたり、ヤマハ主催の「ヤマハポピュラーソングコンテスト」の関東・甲信越地区の予選会にフォーク村の人物が出場する事になり、皆で応援に行った事があった。平行して前述の通り高校時代に組んでいたバンドでも活動しており、観光会館や唄っていたコーヒー館や藤沢市労働会館やヤマハホールなどで何組かのバンド、個人と共にライブを行っていた。ヤマハのボーカルスクールにも通っていた時期もあり、ラストの発表の時にバンドで、『青春の影』を唄っていた。当時は、皆貧乏で、スタジオ等高く借りられなかったため、神奈川県立小田原城東高等学校に忍び練習をしたり、ギターをしていた友人が、酒屋の息子だったこともあり裏の倉庫を貸してもらい練習したりしていた。卒業後の秋の神奈川県立小田原城東高等学校のフォーク同好会のOBとして参加していた小田原市民会館大ホールのステ－ジがバンドのステ－ジで強く残っていたという。
1979年の大学1年生の頃、神奈川県立小田原城東高等学校のバス停の前にあった「小田原珈琲館」に初めて入った時に毎晩、様々な人物が唄っていたのを知ったが、「あそこで唄えたらいいよなぁ」と友人と話していた。ある日、友人と「小田原珈琲館」に行った時、その友人が店の人物に、「こいつ唄わせてやって貰えませんか?」と単刀直入に頼んでいた。中原は「えっ」と尻込みしていくうちに、店の人が「いいよ、じゃあ今度の土曜日の夜唄って見てよ」となった。同珈琲館で1年近く、毎週土曜日20時～21時迄弾き語りをしていた。唄う前に、店の2階にある事務所兼倉庫のような部屋に入り、その日の楽曲を決めオリジナルも含め10曲余り練習をしたりしていた。今までの歌だけでは足りず、レパートリーもどんどん増やしていかなければならず、オリジナル曲も、日が経つにつれ、1～2曲は入れていくようになった。マスターと同珈琲館を任されていた人物は吉田拓郎フリークだった。その人物は気が向いた時にしか唄わなかったが、その人物が唄い始めると店は静かになり、誰もが何時も耳を傾けて聴き入っていたマスターからは「唄はここだよ、ここ」と、胸を指して、「お前にはまだ分らないかもな」と左胸を軽く叩かれていた。シンガーソングライターの神谷瑶とも出会っていた。中原は毎週唄っていくうちに、友人たちも集まるようになり、中原のライブが終わると、酒屋「楽酒庵」の息子で、高校時代のバンドでギターをしていた友人が愛車のセリカXXで六本木方面に繰り出すようになっていた。フラフラと色々な場所に立ち寄りながら、朝になると帰ってくるという事を繰り返していた。中原のライブと同じく、毎週土曜に行われる一種の定例行事のようになり、中原が同珈琲館を去る時まで続けていた。
ある時、高校時代の教師から鴨宮駅前に喫茶店「ソフィア」を出店していた中原の先輩がおり、その店で唄うようにと言われた。その先輩は、店にカラオケを置くかどうかを迷っていた。教師に相談した折、「そんなカラオケを置く位だったら誰かに唄わせてみたらどうだ」という話しになった。中原の名前が出たようで、教師は中原が同珈琲館で唄っているのを知っていたこともあり、3人で話した結果土曜の夜は同珈琲館の前に中原はそこで唄う事になり、約3ヶ月程、ソフィアと同珈琲館を掛け持ちで唄っていた。その教師は中原の事を凄くかってくれており、「中原、お前は教師になれ」、「これからの教師はお前のように歌を通して生徒と触れ合うといった事もできる人間がいいんだ」と言われて、教師課程を強く勧めていた。中原があるシンガーの歌を唄っていたところ必ず、「お前の唄は本物よりもいいなぁ」と言われており、言われる度にこそばゆい思いでいた。その頃、自信を持って唄っている曲の一つに中原が好んで唄っていたシンガーの1人のさだまさしの『檸檬』、『まほろば』、『飛梅』、『主人公』、『交響楽（シンフォニー）』、『追伸』、『異邦人（エトランゼ）』などの歌があったため、素直に喜んでいた。中でも、『交響楽（シンフォニー）』、『まほろば』、『飛梅』、『主人公』はよく唄っていた。ギターも毎日のように弾いていたこともり、余裕をもって弾けるようになり、歌の世界に、唄う事に集中する事ができるようになっていったという。
当時、よく唄っていたのは松山千春、長渕剛、かぐや姫、アリス、チャゲ&飛鳥と中原が創ったオリジナルの曲など。ステージのラストソングによく唄っていた曲は松山千春の『大空と大地の中で』、『卒業』、さだまさしの『主人公』、『まほろば』、長渕剛の『乾杯』、オフコースの『秋の気配』、チャゲ&飛鳥の『終章（エピローグ）〜追想の主題』、バンドではチューリップの『青春の影』、甲斐バンドの『翼あるもの』、アリスの『遠くで汽笛を聞きながら』など。高校時代、松山千春がパーソナリティーを務めていたオールナイトニッポンのラジオ番組のラストに『大空と大地の中で』がかかり、初めて聴いた時に「なんだこの曲は!」と鳥肌が立つほど感銘を受けて、その曲を毎週食い入るにラジオの前で聴いていたという。唄い終えて、最後の挨拶をして片付けをしていた時、会社員が「兄さん、良かったよ」と千円札を胸ポケットに入れてくれた。唄っていくにつれて、他の曜日に唄っている人物たちとも交流を持つようになり、「この前のあのオリジナル唄ってよ」、「お前のこの前の歌良かったよな、あれ今日唄わないの」とリクエストももらうようになり、アルバイト先の人物に聴きに来てもらった事もあった。同年代の優れたシンガーソングライターたちとも知り合い、「プロとしての歌い手になりたい」と強く思うようになった。同珈琲館と別れた後は歌で生計を立てる為に一大決心をして、次の行動に出ていたという。
19歳か20歳の時に応募出来る限り、オーディションを受けていたがどれもダメで、特にギターに関しては、朝までかけてコピーをしたという仲間の話を聞いて「凄いな」と思っていただけで、自分にはそこまでの熱量がなかった。その時に「プロは無理か」と考え始めてシンガーソングライターになることを断念。ある時、雑誌『ぴあ』のはみだし記事の欄で見つけた「シンガー募集」の広告を募集していた事務所にTELして、その事務所があるアパートを訪ねていたところ、これから店で歌い手を斡旋していこうと思っていた人物と日本全国をギター一本持って渡り歩いていた苦労人だった人物の2人の男性が住んでいた。そこには何回か出入りして、2回程前述の苦労人が作っていたカレーライスをご馳走したりもしていたが、ある日、前述の歌い手を斡旋しようとしていた人物に「考えたんだけど、中原君、君はこういう風な歌い方は、やらない方がいいよ」、「だからもうここにはこない方…」と言われてしまった。その後の中原は雪の中にやぶれかけたハードケースを抱えながら小田急線のホ－ムに「これからどうすれば…」と1人立ち尽くしていた。

### 声優になるまで
その後は声の仕事の洋画のアフレコ、ナレーション、DJなどの声を聴いていたところ、自分が嫌なこともがあっても別世界に行けるという、その時だけでも嫌なことを忘れられる安らぎのようなところがあった。同時に声を出すことは好きだったため、アニメを見ていくうちに「オレもひとつ声優になってやろうかなあ、この仕事ならオレに向いていそうだ……」という気分にもなっていた。その時に「そういうことを人に対してやれることができたらすばらしいんじゃないか」、「何かそういった声の仕事をやりたい」、「声優という道もあるか」と思い立ったという。大学に通っていたが、「卒業してサラリーマンになるのも、ちょっと……」というところもあり、「何か思い切ってやろうかな」のような形で声優の世界に入ったという。
19歳の時に専門学校東京アナウンス学院を受けようと決めて電話を掛けていた。その時に僅か1日違いで入学申し込みは締めきられていたため、「今年の受け付けは昨日で終了しましたので」と言われてしまった。その時は分からなかったものの、1年待ったこともあり大きなチャンスを掴む事となった。もしその時に同アナウンス学院に入学していたら、声優にはなれていなかったといい、様々な事に挑み続ける事の大切さをあの時に学んでいたのかもしれないと語る。
大学に進学して約1年がたった頃、担当教授の元を訪れて、大学を中退しようとしていたことを打ち明けていた。その時に教授は「1年考えてみなさい」と休学を勧められた。20歳の頃は社会に出るのを嫌がり、途中からは学校に行くフリをしてブラブラと過ごしたり、アルバイトに精を出す日々を送る。
1981年の20歳の頃、逃げたかったことから通っていた同大学を2年で中退。
その頃、あるシンガーに初めてサインをしてもらった。しかし、中原は「就職等したくない」と思い、将来の事を語るのは夢でしかなく、今のことしか考えていなかった。その時に「自分が年を取る」とも思っておらず「何とかなるさ」と高を括っており、優柔不断であった。その時は「ずっと学生でいたい」、「ずっとこのままでいられればいいのに」とたくさんの事を思っていた。
ある晩、大学を中退したことを高校同窓生の車の車内で「俺、大学を中退して、声優を目指そうと思うんだ」と話していたところ、その同窓生から「中原にあってるんじゃない？俺はいいと思うな!」と背中を押してくれた。前述の同窓生の言葉に力を貰い、思い切り、同アナウンス学院放送声優科に通い始めた。
同アナウンス学院在学中の20歳から21歳にかけての頃、大真面目に「身体と精神を鍛える為」と称して肉体を酷使するアルバイトに日々明け暮れていた。当時は毎朝6時に起きて、遺跡発掘調査の現場に行って働いていたが、結局は「最終工程」を迎えた段階で辞めた。そのアルバイト仲間に少しの間のちに中原も通うことになるボイス・アーツのレッスンを受けた事があった人物がいた。そのアルバイトの後もそのアルバイト仲間とは時々は連絡を取り合い、「声に興味がある」という事で、レッスンを見学に来ていた時期もあったが、そのアルバイト仲間は少しして去ってしまったという。
最初の半年間、芝居の基礎を教えてくれたは、演劇集団 円の演劇部主任であった。この頃、声を出せる事を第一に考えており、その時に選んだアルバイトは海沿いの倉庫。当時は昼休みに食堂に駆け込み昼食を数分で片付けており、その残りの時間は外郎売と課題を海に向かい、ただひたすらやり続けていた。夏休みを挟み後半の半年は、ディレクターやプロデューサーに、声の実技について教えてもらった。ある時、ディレクターに外画のアフレコの現場を見学させてくれたが「こんな事が自分に本当に出来るのだろうか」とカルチャーショックを受けていた。卒業が迫る中、演劇部主任との各人の進路相談の後、演劇部主任に「みんなの思いは分かった。この世の中に劇団は数多ある。でも、著名な劇団のオーディションも受けて欲しい。受かる受からないの問題ではなく、オーディションの厳しさをしっかりと体験して心に刻んで欲しい」と言われて、文学座を受けるも落選。しかしその頃は、「舞台、劇団以外に何か声優という仕事に繋がる道はないのか」と探していた。
専門学校時代のラストの3カ月間は急遽教えてもらうことになった春日正伸の授業を受けており、その授業の途中で春日は3分間スピーチをすることになったため、中原たちは自己PRを受けることになった。中原の自己PRの時はそれの番まで時間があったため、「これは何かやらなければダメだ」、「ただ喋るだけじゃ駄目なんだ」、「ただの自己紹介ではなく、自分の好きなプロレスと何か掛け合わせてやってみよう」、「簡単な寸劇のようなものにしよう」と考えており、それが終えた時の中原は緊張感と不思議な達成感に包まれていた。自己PRの最後の1人が終えた後の春日の「三分間スピ－チを知ってたのはいるか」という問いに中原たちよりも年齢が少し上でのちに声優としてヒロインデビューを果たすことになる女性が春日のその問いに答えていた。春日はその後の中原の中に植え付けられる事となった「種の話」の2人のことを語り始め、そのうちの1人は前述の春日の問いに答えた女性声優だったことを教えていたが、そのうちのもう1人については教えていなかった。
同アナウンス学院卒業後に 雑誌『ぴあ』に掲載されていた六本木アートセンターの録音部の中にあったボイス・アーツの募集記事を見て応募。ボイス・アーツの講師には前述の春日がいたものの、中原はボイス・アーツのオーディションを受ける事にしていたが、専門学校卒業式後の2次会の席で中原は「ボイスアーツのオーディションを受ける事になりましたので、合格しましたら又よろしくお願いいたします！」と言っていたところ春日から「俺は厳しいぞ、駄目な奴はどんどん切り捨てていくからそのつもりでいろよ」と言われて、中原は「ハッハイ！」と泣きそうになってしまった。その時は顔面蒼白で生きた心地もしなかったような感じだったが、その時に「がむしゃらについて行かなければ！」とも思っており、このことは何かに導かれるように歩んでいたのかもしれないと語る。
ボイス・アーツに応募した数日後、3月末にオーディションを行う旨の通知が来て、アルバイト先の電話でボイス・アーツの中心人物の1人であった小粥よう子から「この度はボイスアーツへの御応募ありがとうございます。それで中原君、もしよろしければ、フィルムで新入社員役の一言なんだけど、バイトしてみませんか?」と言われた。その時に中原は「是非お願いします!」と言っていたが、小粥から「じゃあ日程や時間をお伝えしますね。スタジオは～」と返されて、その時の中原は収録当日の模様は憶えていなかったものの、終えた後にスタジオの1Fにある喫茶店に行っていた。その時にいたボイス・アーツを創立メンバーの女性たちと挨拶を交わした最後に、ボイスアーツの後ろ盾になっていた東京俳優生活協同組合のマネージャーだった松田咲實を紹介されて、暫く話していたところ松田にアニメのオーディションを受けるようにと言われてしまった。その時の中原は「えっ」と急な申し出にどぎまぎしてしまったが、それでも「ハイ! お願いします！」と答え、松田は「ちょっと待ってて」と電話を掛けに行き戻って来たところ松田から「中原君、急で申し訳ないんだけど、これからすぐ行って貰えないかな?先方は待っててくれるって言うから」と言われた。その後、電話を掛け始めてスタジオの場所を中原に説明しており、中原は皆に「行ってきます!」と言っていたところ皆は「凄いねぇもうオーディションかぁ!」、「受かるといいネ!」、「頑張って！」などと声を掛けられていた。
オーディションを受けることになった新宿にあるスタジオにはディレクターの松浦典良を含む3人がおり、松浦に「中原君？ 待ってたよ。じゃあ早速だけど、キャラ表と原稿ね」と言われ、中原は『大草原の小さな家』のような洋画だと勝手に思っていたため少々面食らってしまったという。そのオーディションを受けていた時は簡単な説明を受けていたが、松浦は「じゃあブースに入って」と言ってたり、一言発する度に入り来て駄目出しを行っており、中原は1時間余り松浦からのディレクションを脂汗を流しながら受け続けており、全てが終りヘトヘトになり出てきたところ松浦から「緊張した?」、「中原君は今なにしてるの?」と聞かれ、中原は「専門学校を卒業したばかりで」と答えていた。松浦は「そうかぁ。じゃあこれから、沢山の映画を見たり舞台を見たりして、しっかり勉強しないとね。今日はありがとう！」と言われ、中原は「ありがとうございました！」とその3人たちに挨拶をしてスタジオの階段を上り外に行き気持ちが一気に解き放たれるのを感じて心も身体も軽くなり「良い経験をさせて頂いたな」、「よし！明日からも頑張るぞ！」と新宿駅南口への道を歩き始めていた。前述のオーディションから一週間程たったある日、アルバイト先に女性から「もう一度オーディションに行ってくれませんか」と電話が入った。その二度目のオーディションと重なっていたボイス・アーツのオーディション日の時間をずらすもそれがほとんど一緒になってしまったものの、二度目のオーディションについては早く終えて、3月の終りにボイス・アーツのメンバーになると同時に声優としての一歩を踏み出すことになった。

### キャリア
1982年5月5日に『魔境伝説アクロバンチ』の蘭堂ジュン役でデビュー。そのオーディションで大抜擢されていなければ、その後も声優にはなれていなかったと語る。同時に「決まりましたので、それでフリーだと色々問題があるのでうちのプロダクションに入っていただきます、早速で申し訳ありませんがスケジュ－ルをお伝えしてもかまいませんでしょうか、4月の頭から録りに入りますので…」と言われて、NPSテアトルに所属した。所属事務所はその後、アーツビジョン、ウイットプロモーション、81プロデュース、シグマ・セブン（1997年4月
 - 2007年12月）、ビーボ（2008年1月 - 2011年10月）、ビートワンに所属していた。
映画での初主役は1986年3月15日公開のアニメーション映画『アリオン』の主人公・アリオン役となる。
ボイス・アーツ時代は1982年頃から3年余りスタジオレッスンをしていた。その時の中原は『魔境伝説アクロバンチ』の現場も踏むも「あまりに何も出来ない」ということに心の中で地団駄を踏み続けていたことから一番下だったが、その時は「それはただ単に運が良かった、ラッキ－だった」というだけで何もなくガムシャラだった。2～3ヶ月で何人かがボイス・アーツを辞めていく中、中原は現場との葛藤を続けて、春日のその状況を実際に作り出す作業をするレッスンことやアート・センターの地階の階段を登リ降りして出入りしていたことを3往復して中々ハ－ドだった。春日からは「一度で憶えろ」とも言われていた。春日に一度だけ、春日と親しかった小森和子の六本木にあった店に連れて行ってもらった事もあり、春日から「中原も早く、小森に紹介されるような作品に出られるようにならないとな」と言われたという。
一方、ボイス・アーツにいたミキサーの山田太平が中原たちにアドバイスをしたり、春日も担当していた作品に中原たちを「ガヤ」として起用したり、レッスンの時にブ－スに各プロダクションのマネージャーを連れてきて中原たちを推したりしており、中原が生き延びたのは春日や山田のおかげだったと語る。
その後、中原はボイス・アーツの中では一番下ではなくなったなどもあり、「1人で自由にチャレンジしたい」、「暫く一人で勉強をしていこう」と決断した。中原とってそこでの3年余りの時間も忘れ得ない財産だと語る。
その時に春日の教え子の1人であった先輩から「俺達のグループに参加しないか」と誘われるもそれを断り、その先輩には団体で何かをする行為に疲れ果ててしまっていることと、「1人で色々とチャレンジしてみたい」と伝えていたが、その先輩は「まったくお前は頑固だよなぁ」と笑った後に中原の目を真っ直ぐ見て「分った、残念だがお前はお前の思うようにやってみな」と言っていた。その後の中原は高田馬場にあるタップダンス教室でタップダンス等を習っており、『アリオン』に出演していた頃もそのスタジオに通っていたが、突然仕事が忙しくなり、レッスンに行く時間を取るのも間々ならなくなってしまった。タップダンスについてはタップの上手い先輩の影響やテレビドラマの影響だったのかもしれず、その後30数年振りにバーのオーナーバーテンダーとなったその先輩と再会を果たした。その高田馬場のスタジオは映画『アリオン』のポスターも貼らせていたという。その間、自分が「この人は」と思っていた先輩と盛んに接触を試み飲み屋で議論をたたかわせたりもしており、その後春日の教え子の1人であった先輩と久しぶりに連絡を取り一緒に飲んでいた。その時にその先輩が春日が前述の「種の話」のもう1人のことを言われていたことを話し、その時の中原は聞き終えた時は「えっ」と思っていたものの、「種の話」のもう1人は中原自身であったことが分かった。前述のアニメの主役に決まったことの報告に行っていた時は「なんだって、誰だディレクターは！今が一番大事な時なのに漫画なんかやったら駄目になる、前にもいいなと思ってた奴がいたんだが、そいつは漫画をやって駄目になっちまったんだ、俺が直接そいつと話しをする！」と大変な剣幕になったこともあり、その時の中原は青くなり突っ立っているしかなかったもの、後日のレッスンの始まる前にある人物から「お前をどうしても使いたいそうだ、しょうがないしっかりやれよ!」と言われ、中原は全身から力が抜けていくのを感じていたという。
仕事先のスタッフやその仲間達とバンドを結成して2度程、東京都新宿区四谷のFOURVALLEYでライブを行っていた時期もある。そのバンドのメンバーは皆20代半ばだった。同じステージで西村智博や立木文彦と3人で唄っていた時期もあったという。

## 人物
空をよく見上げているという。
祖母がドイツ人であり、クォーター（1/4ドイツ人）であると語っている。
母（1936年 - 2018年10月）は若い頃に宝塚歌劇団から「入団しませんか」と話をもちかけられたが、興味がなかったことから入団しなかった。もしその時に母が宝塚歌劇団に入団していたら人生はまったく違うものになっていたといい、中原自身も誕生しなかったかもしれないと2000年の中原の直筆メッセージで語る。

### 特色
端正な声で真面目な青年役で知られる。
音響監督の松浦典良や山田悦司が参加していた作品にも多く出演していた。
役を生きる上で思っていることの一つに「この役むずかしいな」ということを絶対口にしないことにしている。それを口にした瞬間から、「役と深いところでシンクロできる可能性はゼロになってしまう」と思っているといい、その時点から「どうがんばっても役を演じる事はできても、その人を生きる事は不可能になってしまう」とも思っている。今まで触れてきたものと違う役が、自分が今まで信じてきたものと180度違うものがでてきた場合はただの役とはとらえたくはなく、1人の人間としてとらえたり、一つの生命としてとらえたく、このことから中原の中ですごい葛藤があるかもしれないという。しかし、誰が生命として口からこぼれでていたその瞬間まであきらめたくなく、中原の心の片隅には「言葉としてでた瞬間に俺達の勝負は終わっている」という言葉があった。その時に最後の最後まであがいて、もがきながらも決してあきらめず、その思いは「いつももっていよう」と思っている。今まで演じた事のない役を演じることになった場合については「やはり、やれるかやれないかのギリギリの精神状況の中で自分の気持を高め、 勝負をしていきたい」、「言葉が生命としてひとり歩きしてくれるようになるまで、いっつも一歩踏み込んで、引くのではなく踏み込んで自分からその瞬間をつかみたい」、「楽な道がみえていてもそちらには目もくれず、厳しい道へと自分がいつも向かうような、自然にそうある自分でありたい」と思っているという。

### 趣味・嗜好
趣味は読書、音楽鑑賞、映画鑑賞、お気に入りの喫茶店めぐり、インターネット、ショッピング、文章を書く事。
ペイトン・マニングなどのNFLとレブロン・ジェームズなどのNBAと高橋ヒロムなどのプロレス等スポーツ全般のテレビ観戦、カフェ探索も行うほどのお気に入りのカフェ巡り、海を見てボーっとする事、カフェでボーっとする事、空を見る事、サイクリングクルーズ。
20代の頃に先輩から勧められて日記を書くようになったという。エッセイをホームページ内で掲載している。
小説家の北方謙三が一番好きで尊敬している。偶々手に取っていた北方謙三著の“挑戦”シリーズを読んだのがきっかけで小説をよく読むようになったという。小説家の夢枕獏も好きだという。
圧倒的に好きなアーティストは尾崎豊。ある日、朝日新聞を読んでいたところその記事に掲載されていた『15の夜』の歌詞で初めて尾崎を知った。その後、偶々テレビ神奈川で放送されていた尾崎の『十七歳の地図』のPVを見ていた時は圧倒的衝撃だった。その曲を聴き終えた後は先日のショックとそれ以上のなんともいえない気持ちに包まれて地元のレコード屋に行き、2千何百枚しかプレスされていなかった尾崎のファーストアルバム『十七歳の地図』を入手することが出来て、それを聴いていた。尾崎の曲で中原がカラオケでよく唄っているのは『I LOVE YOU』と『Forget-me-not』。『I LOVE YOU』については尾崎が笑顔で歌っていたこともあり、中原も笑顔でこの曲を唄うようになっていき、その時に唄うことに対して少し自由になった気がしており、中原の中の何かを確実に目覚めさせてくれた。尾崎の曲で中原の中の何かが変わり、尾崎の存在が自分として生きる事の大切さ・難しさを教えてくれたと感じてた。フジテレビ系列で放送されていた『YUTAKA OZAKI Last Teenage Appearance 早すぎる伝説 1985・11・15』を見ていた時の中原は尾崎のライブを見たことがなかったこともあり、その映像は凄まじく衝撃的なものであったと語る。その時の中原の脳裏では「こいつ今死んでもおかしくない…」、「こいつは長く生きられないんじゃないか」、「このままの生き方で長く生きられる筈がない」と思っていた。尾崎が死去した時は「なんでこんなに早く…もっとたくさん尾崎の歌を聴きたかったのに、30代、40代になった時の尾崎の歌を聴きたかったのに」、「ここまでよく生きてこられたものだ…」と中原は思ったという。
漫画・テレビドラマの『Dr.コトー診療所』のファンで、テレビドラマ版の初回を見ていた次の日、いてもたってもいられず、原作を全巻購入してテレビドラマ版も原作も一瞬でファンになった。当時は初回を見て余りに感動したため、原作者の山田貴敏にメールを送らせてもらったという。2003年のエッセイでは作品中のコトーの言葉の「病気を見るんじゃない、人を見るんだ」に、常日頃自分が大事にしていた思いの「役を演じるのではなく、その人を生きるんだ」をだぶらせていた。『Dr.コトー診療所』に触れていくにつれて、「俺は真摯に、正直に、仕事と向き合っているんだろうか」という考えが頭をもたげ、「今の自分の状態や感性というものをもう一度しっかりと見つめ直さなければ」と思ったりしていたという。
愛車はブロンプトン。あるテレビドラマを見ていたことでブロンプトンで走るきっかけになった。運動不足解消のためブロンプトンを購入しており、電車に輪行して帰れることからフォールディングバイクを選んだ。ブロンプトンについては赤染めのレザーで所々カスタマイズしている。みなとみらい地区をブロンプトンで走っているという。
20代真ん中過ぎから地元の海に行き始めており、当初は駅から浜まで徒歩で行っていた。それまでは海の近くに暮らしていたものの、海にはほとんど行っていなかった。その後は当時の茅ケ崎市民と同じくダイクマでママチャリを購入し、毎夏、そのママチャリで海岸沿いのサイクリングロードを走り、お気に入りのポイントで甲羅干しをしながら江の島まで走っていた時期もあった。江の島に着いた時は食堂のチャーシューメンを一気に平らげたり、お茶屋のお茶を飲んだり、あんみつを食べたりしていた。2001年のエッセイによると、海に行く時に自転車に乗っているが、自転車については夏に海へ出る時にしか使っていない。それ以外はガレージの奥でしまっており、自転車を拭いて油をしている時には「今年もよろしくな」と声をかけているという。

### 交友・対人関係
北海道帯広市のコミュニティFMラジオ局FMJAGAのDJ・梶山憲章とは専門学校東京アナウンス学院で知り合って以来の大親友であり、FMJAGAで番組を持っている。
『アリオン』の監督の安彦良和とは1985年8月20日にニュー東宝シネマ1で開催された『アリオン』の全国劇場キャンペーン第1弾の舞台挨拶を終えて、中原はスタッフ共々近くの喫茶店に入り休憩をとっていた時に初めて顔合わせをしていた。安彦と中原はお互いに相手の事は無知だった。中原は安彦が『機動戦士ガンダム』を描いていた事すら無知で、安彦は、中原が『聖戦士ダンバイン』の主役を演じていたことすらも無知だったという。
一度、若本規夫のマイクに「～このセリフの時に右から入らせて頂きますので」とお願いしていたところ若本から「中原、俺が忘れているようだったら突き飛ばして構わないからな」と言われしまった。しかし、中原はそのことは出来ないため、その時はコソッと入ってもらった。『聖戦士ダンバイン』の収録後の飲み会の帰りの電車に共演していた若本と一緒になったこともあった。その時に若本から「出す方は出来てるから今度は引くのを覚えないとな」と言われた。先に電車に降りていた若本に中原は「お疲れ様でした！」と声を掛けて見送っていたという。
同じ事務所の先輩だった窪田等を尊敬している。中原は窪田がナレーションを務めている『情熱大陸』の1話から10年程は毎回ではないが次回予告を担当していた。その時から中原は『情熱大陸』の大ファンになり、毎回の窪田の語りを集中して聴いていた。中原は窪田のことを密かに「ナレーターの中でNo.1だ」と思っている。本編収録現場を見学してもらった時にディレクターは「凄いナレーターだな」と言っていたが、中原はそれを聞き逃さなかった。窪田は「中原君のナレーション直接聞いてみたいな」と忙しいスケジュールの合間を縫り、稽古場で1時間程みてもらったこともあった。
専門学校東京アナウンス学院在学中の20歳の頃に講師をしていたディレクターに「見学に来てみるか」と誘われて、何人かで、洋画のアフレコをはじめてスタジオ内で見学していた時に塩沢兼人がその洋画の主役を演じていた。その現場を見て中原は「こんな事が僕にできるのだろうか…」と思っていた。『魔境伝説アクロバンチ』の放送開始した日で、中原が初めて登壇していたイベントでもある1982年5月5日に開催された『魔境伝説アクロバンチ』と同じ国際映画社の『おちゃめ神物語コロコロポロン』、『銀河旋風ブライガー』との合同イベントで初めて塩沢に出会った。このことは声優人生の始まりを告げる貴重な一日だった。『魔境伝説アクロバンチ』では何度かゲストとして出演していた塩沢と初めて共演し、3年後に放送された『超獣機神ダンクーガ』では初めてレギュラーとして共演していた。塩沢と飲みにも行っていた時は塩沢から随分きつい事を言われていたと語る。ある飲み会の三次会が終えた後に、塩沢から「もう帰れないだろうどうすんの」と聞かれて、「友達の家に行こうと思ってます」と答えていた。その時に塩沢から塩沢の自宅に来るように言われ、塩沢の自宅に来ていたこともあった。『超獣機神ダンクーガ』の後に塩沢とレギュラーとして共演することはなかったが、中原が34歳の時のある制作会社の忘年会の席で久しぶりに塩沢と会った。塩沢は当時の中原のキャスティングの事で相談していたりする事もあり、塩沢はその先日にも「誰か若手でこの役にいい人はいないかな」と聞かれていた。塩沢が知っていた当時の若手は中原しか思い浮かばず、塩沢はある人物に「中原茂くんはどうですか」と言っていたところ、その人物から塩沢に「もっと若い人で」と言われてしまった。その時の塩沢が中原の事をそんな風に思っていた事については中原は嬉しく、このことについて中原は「認めてくれていたんだ」と心の中に静かな波紋となり広がっていった。塩沢が死去した時は「また一つ星が流れた…」ような感じになり、塩沢のことは「もう今では少なくなってしまった『侍』の一人であった」と語る。中原も声優の世界に入った時から「侍でありたい」、「何があっても侍でありたい」と強く思っていたという。
田中真弓とは『さすがの猿飛』で初めて共演しており、その頃は同じ事務所に所属していたこともあり、田中と三ツ矢雄二の舞台に足を運んでいた。『アリオン』のオーディションの時、田中は「茂は何役を受けるの？」と言われて、中原は「僕は主役のアリオンだって聞いてるんですけど」と言っていた。田中は「あたしはセネカ役なんだけど，あたしもアリオン受けたいんだよなぁ、あたしこの作品好きでさぁ、ねぇ茂はこのアリオンは知ってた？」と言われ、中原は「いえ、知りませんでした」と言っていたところ、田中は「えっ、駄目よそんな事じゃあ、アリオンはねぇ…」と『アリオン』の話しを語り始めていた。『アリオン』のオーディションを終えた後に中原がスタジオを出て来ていたところ田中は「いいなぁ、あたしもアリオン受けたいよぉ」とブツブツ言いながら、中原が出て来ていたドアを潜って行っていた。中原は2022年8月11日付けのツイートでも田中のことはその後もあの頃のままと語る。
同じく専門学校東京アナウンス学院出身の高橋美紀とは、『聖戦士ダンバイン』、『アリオン』で共演している。『聖戦士ダンバイン』の時、高橋は途中からの参加のため、オーディションが遅かったが、中原とは一緒に演じており、その後も仲良くしてもらい心強かったという。

### エピソード
学生時代は一部の友人には「中ちゃん」とも呼ばれていた。群馬県にいた頃から家族ぐるみの付き合いをしており、ある局の芸能部のトップの祖父を持ち、脚本家になる夢を持つも20歳で死去した友人からは「茂おにいちゃん」とも呼ばれていた。
中原が結婚していた時は茅ヶ崎市を離れて約5年は千葉県松戸市に住んでいた時期もある。離婚後に茅ヶ崎市に帰郷したという。
中原が声優としての活動を続けられることについては2003年時点で読んでいた剣豪小説に登場する2人の兄弟の活躍などから中原が臆病だったことが挙げられるかもしれないと思った。あるスタジオで収録していた時は凄く緊張し、集中もしていたこともあった。その理由については同時に、自分が何も出来ないことを骨身に沁みて分かりやすぎるくらい分かっていたからであり、自分1人が蚊帳の外にいるという気持ちを中々払い去ることが出来ずにいたからだったと思っていた。マイクに立っていた時は突き刺すような、斬り込んでくるような視線を雰囲気を背中に絶えず感じ続けて、その状況から逃げ出してしようとしていた。その時は外に逃げるのではなく、己の中に逃げ出しており、心を斬られるのを恐れるあまり、心の内側へ「現実逃避」をしていったようだった。しかし、それによる弊害も生まれてくるような感じで、その時に中原が最初の頃に「イエス・マン」だったことに表れており、ある人物から「若いうちは疑問を持たずなんでも吸収した方がいい、捨てるのは、削るのはいつでも出来るのだから」と言われており、中原もそう思っており、その後、中原も若手に対してそのように話してもいた。あの時に「自分の意思でそうしていた」、「ただがむしゃらだった」と思っていた姿は、「臆病」故に中原が生み出したもう1人の中原だったかもしれなような感じだった。「イエス・マン」としての中原は優等生にも見られており、中原はそれを感じていたはずだったが、その後は「これは違う」と思い、結局は「八方美人」のような感じでもあった。声優デビュー後、「この仕事だけは…もう負け犬にはなりたくない!」、「真っ向勝負」と思い、その通りに臨んでいたと思っていたこともあったが、ある意味卑屈になり、盛んに尻尾を振っていただけかもしれず、臆病さに救われて、臆病さに飼い慣らせてしまったような気分だった。自身に影響を与える大きな要因として顔を出してくる性格に「頑固」を挙げており、中原には「絶対に譲れない」という領域もあるようで、それは中原自身の生き方そのものだったと語る。「臆病」だが、「頑固」という二つの性格が、中原のそれらの生き方を「決定づけてきた」と言っても過言ではないかもしれず、ただの「イエス・マン」から少しだけだが、自分の考えを述べることの出来る人間へ能動的に働きかけることが出来る人間へと少しだけ進歩していたようだったと語る。この二つの性格がうまい具合に融合するようになった頃に「要領が悪くてもいいじゃないか」、「僕を必要としてくれる人はいるのだから」と思い、進むべき道がしっかりと認識されるようになった。当時は日々の事柄を日記のように記していたが、頭の中には「瞳を輝かせている人間で在りたい」、「侍で在りたい」、「役を生きたい」など様々な思いが渦巻いていたこともあった。「武士は食わねど高楊枝」だとうそぶき、朝も昼も夜も空を見上げたり、前を足元を見続けたりもしていたが、その後の中原の思いも少しずつ変化を遂げていったと語る。何度か天気予報を見ないと落ち着かない性格でもある。昔から不器用だという。
アニメや洋画などの収録後のプロデューサーやディレクターや監督やミキサーなどのスタッフたちが合流していた各スタジオの近くの居酒屋で飲み会をしていた時は芝居の話になる事が多く、先輩から厳しい事を言われていた。その時に初めて話させてもらい、色々な事を教わる事が出来たため、このことは「飲み会も含めての『現場』だった」と語る。
出演していた番組の打ち上げ旅行の時の定番は箱根で、新宿から箱根湯本までロマンスカーの旅だった。中原が幹事の時は、新宿から皆と一緒に行ったり、家が湘南のため、皆より一足早く宿へ入り、皆を待つ事もあった。それが定番だった理由は始発のロマンスカーに乗れば朝イチの仕事（10時から）に間に合うからだった。少し騒ぎすぎて、出禁になってしまった宿もあった。長い番組だと、途中で旅行に行くチームもあった。その後は打ち上げ旅行を聞かなくなっていったが、2021年のエッセイでは「あの頃、旅行に行ったからこそ、ゲームをやったからこそ、先輩達と親密にさせて頂けるようになったんだな」と語る。
若い頃はある人物から「オーディションは落ちる為にあるような物だ」とよく良く言われており、その言葉のように、オーディションには殆ど合格していなかった。その時は一種のオーディション恐怖症になっていたのかもしれなかったという。30代に入った頃、「自分は今迄どの位オーディションを受け何本位受かったんだろう？」と思い、手帖を見返し数えてみたところ20代の本数を見て驚いていた。その時の詳しい数字は憶えていないが5百数十本で600本に近かった。それまでに合格していた作品は10本にも満たないことから打率にするととんでもない数字だった。レギュラーでは、『魔境伝説アクロバンチ』のジュン役、『超獣機神ダンクーガ』の雅人役、『ボスコアドベンチャー』のフローク役、『Oh!ファミリー』のケイ役。『キャプテン翼』においては翼と若林と日向役を受けていたが、決まったのが井沢役だった。劇場版では『アリオン』のアリオン役、OVAでは『銀の男』の勇二役、30代で合格したは『新機動戦記ガンダムW』のトロワ・バートン役のみで、今迄でもアニメだけではなく、全ての声の仕事に於いて10作に満たなかった。後は全て、指名で役をもらっていたという。こんなに落ちているのは中原位かもしれないといい、「何でオーディションだと自分の力を発揮出来ないのか?」、「本番だったらきっと向こう側に行けるのに」などと毎日考えていたように思っていた。しかし、声を掛けてもらい作品に起用したディレクターやプロデューサーや監督がいたことから、中原は声優として存在する事が出来き、様々な出会いが中原を支えてもらえた。代表作の殆どが、そんな出会いと縁の中で生まれたという。2022年のエッセイの中でも決まったのかをちゃんと知らない作品もあったが、中原にキャリアから、レギュラーの仕事本数は少ない方だといい、何時までも自分の中に色濃く残り続けてくれているかもしれないという。20代の頃、作品が遣りたく、一文字でも多くセリフを喋りたかったという。アニメ雑誌で自分がオーディションで落ちた新番組のキャストを見て何度も悔しく、そのキャストがオーディションで合格していた番組は役は愛しかったと語る。
ボイス・アーツの最初の頃、ある人物に「いいか、スクリーンの上から被せるのではなく、裏から滲み出してくるような感覚を持ってやりなさい」、「何度も何度も、こういう意識を持って臨みなさい」、「声を変えるな！ 中身を変えなさい！」と言われた。ある大先輩からも「俺達の勝負は声が口から出て行く迄だ。外に音が出た瞬間に勝負は終わってるんだ」、「言葉として外界に生み出される迄が俺達の本当の勝負だ」、「いいか中原、その役になればいいんだよ。そうしたら芝居の事なんて考えなくてもいいだろ？ 簡単だろ？」とも言われていた。『キャプテン翼』の現場に30分以上早く入り、発声練習をしていたところを先輩から「そういう事はスタジオに入る前にやっておけ! 今度又やっていたら張り倒すぞ!」と強く注意されて、その時に「そんな事はスタジオでするべき事ではなかったし、自分達の仕事は、助走なく跳べなければいけないのだ」と自分の甘さと声優の世界の厳しさを教えられていた。アニメや外画で共演していたある先輩とは、すぐコンタクトを取り、居酒屋等で様々な話を聞いていたりしており、ある番組の打ち上げで箱根にも行っていた。大浴場に2人で入り、その先輩が「中原、お前は、これから、もう俺達に聞くのはやめろ。禁じる。お前はもう、自分で答えをだしていけ、いいな」と言われて「ハッ」とさせられていた。それらの言葉たちは、中原の背中に、一本、真っすぐに貫き通されているといい、中原自身は幸せ者だという。2021年のエッセイでも、「叱咤激励」を繰り返し続けてくれていると語る。
あるレッスンを受けていた時、あるディレクターからアニメや洋画のガヤのレッスンも受けていたこともあり、そのディレクターから何度も「ガヤが出来れば一人前」と言われた。中原も何人かでバスケットボ－ルをしているシーンがあった洋画の現場にガヤだけのために入っていたこともあった。そのディレクターの仕事では、後に「準主役級」もしくは「主役」を演じることが多くなったが、その時に「うまいへたではなく、その人がどのように役に取り組んでいるかをブ－スからは見ているから」と言われた。あの頃はガヤも率先してできることもあり、洩れている役があったら「それこそ何でもやる」と満ちていた。若い頃、ガヤなどを演じることが当時の中原たちの役割だったこと、「一度見ただけで画をしっかり憶えろ」と言われ続けていたことから目を皿のようにして画面を見ていたという。ガヤを演じていた時は、周囲の皆と一緒にアナウンスの合間を縫い、人の合間を縫いながら、必死に声を出し続けていた。ある洋画に出演していた時のリハーサルの当日にそれに集中していたところ体が自然に反応して対応してくれるようになった。このことは「そのような事はもう出来ないのでは」というが、その時の残像が遥かに残っていたと語る。その後は自分より年下の声優が多くいる現場ではガヤを演じないようにしていた。2003年や2022年のエッセイの中でも「ガヤいきます！」という声を感じていたという。

#### 出演作について
『魔境伝説アクロバンチ』の時はディレクターの松浦典良はスタジオで、リハーサルの前に本番さながらの稽古を中原にしたいと思っていたようだったが、画が出来ていなかったため、1時間前に「本読み」をして毎回本番に臨んでいた。しかし、『魔境伝説アクロバンチ』は日本テレビで19時からのゴールデンタイムでの放送で、ナイター中継の時期にはオンエアーが1週、2週飛んだこともあり、何度も松浦に「せっかく良くなって来たのになぁ」と言われて、中原だけ何度も録り直しをしていた。本番が終えた後も松浦から「じゃあ中原ちゃんだけ残って、もう一度最初から録り直そう」と言われたものの、一歩進んでも一歩下がるという事が繰り返されて、中々思うように上達していかなくなってしまった。そんな中でも松浦は辛抱強く「本読み」を続けて、「僕は、中原くんが、2、3年で消えていく人だとは思っていないから、今は苦しいかもしれないけど頑張ろう!」と言って中原を励まし続けており、その言葉が励みとなった。あの言葉がなかったら、ジュンを最後までまっとうできたか分らず、あのタイミングで声優の世界に入っていなければ、声優になれていなかったかもしれなったという。本番前の中原は、お湯を沸かしてポットに容れて、お茶の用意を整えて、皆1人ずつに出していたが、先輩に「あらっこの番組は主役の子が淹れてくれるの？」、「この番組は主役の子がお茶を淹れてくれるんだ」などと驚かれてしまったこともあった。その時にリョウ役の野島昭生が「中原、お前は御茶くみはもういいから、台本だけしっかり見ていろ」、「お茶は飲みたい人間が自分で淹れるから」と言っていた。野島は中原が余りにも緊張しているため、その緊張をほぐそうとダジャレを良く言っていたが、中原にはそれも届かなかったようだった。2003年の中原のエッセイによると、野島とは15年ぶりくらいに再会して、その後は同じ現場を踏み、飲みに行っていた時に中原は「何故僕のことをあの時憶えていたんですか」と聞いてみていた。その時に野島は「どうしようかと思うくらい、ヘタだったもんなお前」という答えが返って来た。このことについて、15年ぶりに再会した時、野島は中原が声優の世界にいることが不思議に思ったかもしれず、それほど中原の「ヘタさ」はひどく強烈な印象として野島の中に残っていたようだったと中原は語る。『魔境伝説アクロバンチ』の収録当時は画が出来ておらず、中原は本番当日に教えてもらえる事はなかったため、諸先輩がしているのを見ており、その時に色々なアフレコの仕方を憶えていき、リハーサルの始まる前の本直しで、意味の分からない用語はそのまま書き、テストの時の皆のやるのを見てその意味を理解していった。飲み会の席で先輩から「いいか中原。俺達は1円でもお金を頂いてるんだったらプロなんだからな」と言われており、グジグジしていた中原に「活」を入れてくれてその言葉で、少しフッ切れたかもしれないという。しかし声優の世界には何も出来ない中途半端な状態で入り、「僕がやっていい程この世界は甘くない」とずっと思い悩み続け、主役を演じてしまった以上は消えるか残り続けていくかの二通りの道しか残されていなかったことから「『魔境伝説アクロバンチ』の蘭堂ジュン役で終わってしまうのでは」という危機感を抱いていた。中原は「本来なら、ガヤと呼ばれる、その他大勢から入り、端役をもらいながら、様々な勉強を並行して行ない地力をつけていく、そして、主役が出来るようになれば」という道筋を思い描いていたものの、周囲の諸先輩方と同じようには出来ず、どうしようもないことややり場のない憤りのようなものを抱えて、毎回現場に臨んでいた。その時は「一刻も早く先輩達と肩を並べられるようになりたい」と強く思っていたところ「今自分の出来る最大限の事をやり続けよう」と思い直していた。当時同じ事務所だった先輩は高田馬場のレストランでアルバイトをしており、中原も『魔境伝説アクロバンチ』のアフレコ後にそのレストランに時々訪ねて食事を奢っていた。ある日その先輩が「待ってて」と言われて来ていた瞬間に中原は涙が勝手に流れ始めて暫く止まらなかった事もあった。その先輩は、何も言わず優しい瞳で、中原の気持ちが鎮まるのを待っていた。その後にその先輩から静かに「何食べる？」と言われた。スタジオに入る前と出た後の精神状態は大分追い詰められていたかもしれないといい、番組を全う出来たのは松浦や諸先輩方やスタッフの皆のお陰であった。『魔境伝説アクロバンチ』の最終話のアフレコが終えた後の打ち上げの2次会や『魔境伝説アクロバンチ』のタツヤ役だった柴田秀勝の店の「突風」で柴田から「中原、俺が言った通りだろう!お前は良くなるって!お前、凄い良くなったよ」と言われた。柴田の口利きで隣のスタジオでダビング中だった『銀河旋風ブライガー』を見学していたこともあった。柴田とはその後「突風」に御邪魔した時に会っていたが、現場で再会したのは『聖闘士星矢Ω』で共演するまでなかった。『魔境伝説アクロバンチ』についてはそれらの出会いのお蔭でスタート地点に立ち、跳び続ける事が出来き、次へと繋がって行ったことから特別な作品で大きな一歩目だったと語る。
『魔境伝説アクロバンチ』の放送終了に近づいていた12月に「これで終わるのか…」と追い込まれていたものの、『魔境伝説アクロバンチ』の録りが終わる2週間程前、事務所からのスケジュ－ル連絡で『聖戦士ダンバイン』の出演が決まり、『聖戦士ダンバイン』の主人公のショウ・ザマ役にオーディションなしで抜擢。その時は「えっ!」、「やった!」などの思いが交錯していたものの、何故抜擢されたのかは結局分らずじまいであったといい、このことは、「運命的であった」と語る。『聖戦士ダンバイン』1話『聖戦士たち』のラストでショウがモノロ－グで「一体ここはどこなんだ」と呟いており、このことは新人時代の中原の心境を表したピッタリの言葉だった。ショウがダンバインに初めて乗ったシーンでは中原にとってはインパクトが強く「本当に自分が飛んでいるのではないか」と錯覚していたといい、『魔境伝説アクロバンチ』の時のセリフは多くなかったものの、『聖戦士ダンバイン』の時はセリフも多くなり、ショウの生きざまを全体を壊しかねないこともあり、中原は『聖戦士ダンバイン』の世界観に集中していた。その頃からファンレターも増えていったものの、その時に「ショウは、あのアクロバンチの中原茂さんだったんですね。アクロバンチのジュンを聞いた時は、凄くヘタな人、という印象があったので、ショウをやっている人が同じ人だとは驚きです」という同じような内容のものをもらっており、『聖戦士ダンバイン』に出演していくうちに『魔境伝説アクロバンチ』の時に比べて中原は「あっ、前よりしゃべれるように…」と驚いていた。『聖戦士ダンバイン』の最初のうちはリハーサル、アフレコ、ダビングと週3回スタジオに行っていたが、『聖戦士ダンバイン』自体はスタジオに入っただけで、中原の気分が変わるような作品だったと語る。作品自体の『聖戦士ダンバイン』の雰囲気も好きで、特に2話『ギブンの館』のような中世的なのが好きだった。当時の中原の頭の中は『聖戦士ダンバイン』一色であり、スタジオに入っていた時は常に緊張し続けており、叩き込まれていた中に「セリフを喋っている時だけが大切ではない、セリフを喋っていない間に、その役がどういう心情でいて、どんな行動をとっているのかを想像しないとダメだ」、「最後にセリフが一つしかないとしても、その一つの言葉を言うまでの道程とはあって然るべきもので、その間の心の揺れや移り変わり等が重要なのだ」、「気持ちは続いていないと、途切れさせてはいけないんだ」と言われていた。スタジオに入り台本を開いた瞬間から『聖戦士ダンバイン』の世界観に入り込んだ気分となり、中原はショウが登場しない場面でもショウの姿を見ており、中原は喋りながら心の内では、「ショウ、お前はそんな風に喋りたかったのか」とショウが中原から動き始めたような瞬間があった。この頃から「ショウが実在していて、私のすぐ隣で喋っているよ…」というようなファンレターを貰う様になり、中原を形ずくっているものの基本ができたのは、『魔境伝説アクロバンチ』と『聖戦士ダンバイン』であったと語る。ある雑誌の『聖戦士ダンバイン』の監督だった富野由悠季のインタビュー記事内の「ショウは一人歩きをするようになって、コントロ－ルが出来なくなってしまったので…」というコメントを読んでいた中原は「ショウは、確かな一人の人格として、自分の足でしっかりと歩き始めたんだな」と思い、心の中で「よし!」と頷いていた。『聖戦士ダンバイン』も中盤を過ぎようとしていた時の中原はあるシーンのやりとりが出来ず中々OKを貰えず、富野はスタジオに入って中原の目を見て、「甘えないで下さい」と言っていたが、中原は「何が甘えないで下さいだ!」、「僕が甘えている訳がないどろう!」と怒りで体が震えるのを感じていた。そのシーンが終えて、ブースを振り返ったところ富野の姿があり、トークバックで「何だ、やれば出来るじゃないですか!」と富野の声が響き渡っており、前述のことを如実に体験したのはシーラ・ラパーナ初登場の回でのある場面でのシーラとの会話の時だったのかもしれず、前述の怒りについては中原の中の何かを動かしていたようだった。富野の言う通り中原は甘えており、その後は自分の気持ちのいい世界に安住し、その時に「僕は違う、自分はそんな事とは無縁だ」と思っていたのが一番弛んでいた。2001年のエッセイでも第1話の映像を初めて見ていた時の不思議な感覚は中原の中に息ずいており、中原にとっての『聖戦士ダンバイン』は「この世界で自分も生きていけるかもしれない」という自信を抱かせてくれた作品だったと語る。富野に「あなた方はこういう仕事をしているのだから、体からオーラを発散させていないと…だから人混みの中にいても、存在が分るようでなければ、紛れてしまうようではダメですよ」と言われていたものの、中原はオーラを発する事は心の中で頷いていた。普段の中原は「違う『何か』を発するのは、スタジオに入って、マイクの前に立って喋りはじめた時だけでいいのではないのか」と思っていたことから「周囲に同化してしまっている存在でいい」と思っていた。この時位から「勝負をするのはマイクの前」というスタイルが自分にはあっているという考えを持つようになったかもしれず、中原にとってショウは「役とシンクロするという事を、役になる、生きる」という事を実感させてもらえたキャラクターだったと語る。ショウについては弱い面も多く中原としてはやりやすく、富野からも「普通にやってくれ」と言われた。その後、2004年には『聖戦士ダンバイン』の作画監督の大森英敏が監督・キャラクターデザインを務めていたテレビアニメ『DAN DOH!!』にも新庄樹靖役で出演しており、『DAN DOH!!』のキャストでは最年長だった。同年4月に中原も含む『DAN DOH!!』のキャストたちが『DAN DOH!!』の制作現場を訪ねていた時にその場で『聖戦士ダンバイン』以来、約20年振りに大森に再会した。その時の大森は『DAN DOH!!』のキャストたち一人ずつ『DAN DOH!!』で演じていたキャラクターたちの絵を描いてプレゼントしていた。しかし、その中で中原だけは新庄の絵ではなく『聖戦士ダンバイン』のショウとダンバインの絵を受け取っており、それを描いていた大森は「御免中原さん、でも、どうしてもショウを描きたかったんで」と言っていた。その後も中原の部屋にその絵を飾っているという。
『アリオン』のオーディションの時はそのオーディションの後は前述のFOURVALLEYのライブの練習が控えていたことから中原はギターを抱えていた。そのオーディションのスタジオのロビーいたある人物から「何だ茂、お前オーディションで歌でも唄うのか?」と声を掛けられたところ、中原は「いえ、この後ライブの練習なんです」と言ったという。『アリオン』のオーディションの合格が発表する前は前述のFOURVALLEYのライブの練習をしていた時に「劇場版かぁ、決まればいいなぁ」などと思いながら「まぁ変に期待しないでいよう、それより練習練習!」という位の心持ちだったように思っていたという。『アリオン』のオーディションから数日後の1985年6月に当時所属していた事務所から「決まりました」と連絡を受けていた時は信じられず、その当時の社長から「4社合同のビックプロジェクトだからしっかり頼むよ」と言われてもピンとこなかったという。『アリオン』のオーディションで最終的に残ったのは3人だったこともあり、その中から音響監督の千葉耕市、監督の安彦良和、演出の浜津守で選ぶ事になった。千葉は「中原はちょっとなぁ」という感じで他のキャストを押していたようだったが、安彦と浜津が、「彼でいきましょう!」と中原を強く押したことでアリオン役は中原に決まった。安彦によると、主人公のアリオンは15歳の割には成熱していないウブというキャラクターだったこともあり、「一生懸命生きているのを表現したい」と千葉にお願いしたといい、安彦は「中原は、15〜16歳の少年の声が素直にでていた」と語る。その後中原は安彦と浜津に「それは何故だったんですか」と聞いていたところ、安彦と浜津は、「それは中原くんが一番素直で真っ直ぐだったから、アリオンはとても純粋な少年で、それを演じてもらう人もそういう人じゃないと、そういう声、芝居をする人じゃないとダメだからね」と言っており、安彦は「そして中原くんのテ－プを聞いたとき，凄く新鮮で、僕はてっきり新人の人かと思って、この人ならと思ったんだけど、そうかぁ「ダンバイン」やってたのかぁ、それを知ってたら選ばなかったかもなぁ。」と言っていた。1985年は『超獣機神ダンクーガ』、『アリオン』の出演が決まっていたが、『アリオン』は劇場版・超大作の主役という事もあり、身体が震えだすのを感じていたという。1985年8月3日に『アリオン』の一大キャンペーンで流すためのデモフィルム用のミニアフレコの収録をしていた時は二言程でセリフは少なく、中原は原作も読み『アリオン』の世界を自分なりに掴んでいたと思っていた。しかし、スタジオでアリオンの姿を初めて見て、アリオン自体が生きていたような感じでその圧倒的な生命力に打ちのめされていたことから中原にとっては上手く言葉で表す事は難しいほどの衝撃的で、初めてその気持ちになり、激しく狼狽していた。ミニアフレコの際は休憩時間も含め約2時間を費やして、その後はディレクターもしぶしぶのOKが出たが、誰もその結果に満足していないなど酷いものだった。ミニアフレコを終えたの帰り道、当時はキャストの発表は行われておらず、アニメ各誌で発表される事になっていたことから「降ろされるかもしれない」と本気で考えながら重い心と身体を引き摺りながら家路を辿っていた。その時に「安易に考えていたわけではない」、「そんな事は当たり前だ！」と問いながらも、「果たしてそうだったか？」、「ちょっと有頂天になっていたんじゃないのか」等と思いが頭の中をグルグルと巡り、これからどうすべきかを考えていた。『アリオン』の本番までは5ヶ月しかなく「一体どうすればいいのか」と考えた末に『アリオン』の制作現場に行くことを決める。中原自身は『アリオン』の息吹きを感じ、自然にシンクロしていくことが出来ると思い、宣伝担当に連絡を取り、「サンライズに時間の許す限り行こう」と決心。その後は『アリオン』の本番までサンライズの制作現場に通っていた。その制作現場で『アリオン』の監督の安彦ともよく話しをするようになり、飲みにも行くようになったが、安彦は中原の呼び方を「中原くん」から「中原」と変えたり、安彦は「う～んこのキャスティングは失敗だったかなぁ」と言うようになっていった。サンライズに通っていくうちにスタッフたちとも友人になり、飲みにも頻繁に行くようになると、安彦から「中原にも色を塗ってもらうか」、「中原のデスクここらあたりに造っておくから」などと言われるようになった。自宅が遠かったため、飲み終えた後は中原には大変お世話になり『アリオン』の宣伝担当だった井口貴史の家に泊めてもらったが、スタッフの家にも転がり込んでいた事もあった。酔いつぶれて運ばれた事もあったり、安彦の横で飲み潰れていたりしていた事もあった。同時に東京都千代田区丸の内にあった博報堂の地下に設立されたアリオン製作事務局にもよく足を運んでいた。井口貴史と話をしていた時に、幾つかの大学から中原が以前から聞いていた「学祭等にデモフィルムを貸し出します」の依頼が来て、一緒に行くという事になり、何校か訪問していた。学生たちの皆は『アリオン』に凄く興味を抱いて期待しており、中原はそのことがヒシヒシと伝わり、初めて生の声を聞く事が出来た。しかし、その後、その学祭に中原が足を運んでいたことがばれて音響制作会社のプロデューサーから注意を受けてしまった。中原としては『アリオン』が純粋に好きだからということでしかなかったものの、あの時の行動の悔いはなく、もし逆にあの時に二の足を踏んでいたらその事を一生後悔する事になったかもしれないと語る。「人の何かに触れたい」という気持ちからその行動を起こしたものの、この出来事のあたりからこういう思いは深くなっていった。『アリオン』の本番まで1ヶ月を切っていた時、音響監督の千葉から中原とレスフィーナ役の高橋美紀に｢少し稽古をしよう｣と声が掛かった。ある場面を演じていた時に千葉から｢何だ、中原そこまで出来るんだ｣と言われてしまった。その時の中原は自分の中に『アリオン』の鼓動を感じていた気がするようになり、最後に千葉に｢今日から本番が終わるまで酒は飲むなよ、後少しだ喉は大切にしてな、全て終わったら美味い酒を一緒に飲もう｣と言われて解散した。以前に東京都新宿区早稲田にあるスタジオでフルオーケストラによる楽曲の録音に立ち合わせてもらった事があり、それらの音をもう一度聴きこうと思い、1985年12月24日に『アリオン』のミックスダウンが行われていた東京都港区麻布のスタジオに訪れていた。その時は無音の中でアフレコが行われており、『アリオン』の音楽担当の久石譲から「こんな所にいていいの？」などとからかわれていたものの、中原は体全体や心や魂の全てで『アリオン』の音を感じたかったこともあり時間の許す限り、『アリオン』の世界の音の渦に身を委ねるような感じになっていた。その時に「その『音』が自分の中に刷り込まれていれば、頭の中に自然に響きだすのではないか」と思っていたこともあった。久石に挨拶をしてそのスタジオを後にしていた時の中原の目には雄々しく自由に駆けていたアリオンの姿が映っていたように感じてたこともあった。1986年1月8日、1月10日、1月11日の東京テレビセンターで行われていた『アリオン』の本番のアフレコの時は風邪をひいて体調は絶不調だった。当時は『アリオン』に励まされたり、中原の中で絶望に打ちひしがれている姿に涙をするような感じになっても『アリオン』に背中を押されるように、3日間全力でアフレコをしていたが、声は保っていた。当時は何度も録り直しのシーンもあり、どんどんドラマも佳境に入っていき、肉体的や精神的にも集中力を欠いてもおかしくない状況にあったものの、中原の集中は最後まで切れず、声も日を追う事にシーンを重ねる度に良くなっていった。そのことは『アリオン』と中原がよりシンクロしていく事が出来た結果なのかもしれず、『アリオン』の最後のシーンの収録が終えた後、中原は｢僕は間に合ったのだろうか｣とぼんやりと考えていた。同時に時間がなくてスタジオ内にオムライスを持ち込み、出番の合間に食べていた。その後、オムライスを見ていたところ『アリオン』のアフレコを収録していたスタジオのことを思い出すかもしれないような気分にもなった。日劇で上演された『アリオン』の初公開日の時はそれの舞台挨拶のために控え室に向かっていたが、日劇で並んでいたファンたちから声をかけられたこともあった。舞台挨拶の控室にいた時には『アリオン』との出会いから公開日までの『アリオン』関連の様々な出来事が脳裏をよぎっていたこともあった。中原はあまりも『アリオン』にのめり込んでいたことから『アリオン』のプロデューサーの中川宏徳から真顔で｢中原くん、アリオンが終わったら死んじゃうんじゃないの。｣と言われてしまったこともあった。アニメージュの当時の編集者から前述のデモフィルム用のアフレコの後のイベント先で「あの声じゃあねぇ｣と手厳しい意見を言われていたものの、最後にはその編集者は笑顔で「アリオンだったね」と言っていた。周囲が厳しく接してもらえたことからその後の中原は在ると語る。舞台挨拶の本番の時はスタッフの｢もうすぐ本番です，舞台横へ移動お願いします｣という声が現実に引き戻したような感じなり、｢とうとうきた｣とスタンバイをして、自分の鼓動を聞きながら｢野を駆けろ、アリオン!｣と思ったこともあった。「アリオン役の中原茂さんです!」という声を受けてゆっくりと光りの中に踏み出してその舞台挨拶に出演していたが、中原の隣で誇らしげに胸を張っていた『アリオン』の存在と一緒に歩いてきたアリオンの姿を感じていたようになった。「ここからまた，新たな物語が始まる｣という予感を胸に抱いたようになり、ゆっくりと場内を見渡して、マイクの前では静かに立ち尽くしていた。『アリオン』を終えた後、どうにも表現出来ないような深い喪失感に襲われて半年程、心にポッカリ穴が空いていたような状態が続いていた。その時も仕事はしていたが、抜け殻状態のようだった。その後、『ボスコアドベンチャー』と『Oh!ファミリー』に出演していたことで復活したような感じになり、その2作品が新たな魂を注入してもらえたような感じになった。『アリオン』の公開終了後も5年以上も続いていた飲み会の「アリオン会」では地方にいた人物たちも駆けつけていた。その後、中原は2002年のエッセイによると、『アリオン』をもう一度演ることになった場合のことも考えていたこともあったと語っている。『アリオン』の演出助手、設定制作だった山口美浩はその後2004年の『DAN DOH!!』の演出を務めることになったが、前述の『DAN DOH!!』の制作現場を訪ねていた時の中原は駅に着いたところ山口が「いやぁ，中原さんがいらっしゃるって聞いて、嬉しくて僕がきちゃいました」と車で迎えに来たことで『アリオン』以来、約17年振りに再会している。『アリオン』との出会いはその後の声優人生にとって大きな出来事だったと語る。
30代になり「実現していない洋画のレギュラーをやりたい」と切に思っていたが、その時に『ビバリーヒルズ高校白書』シリーズのブランドン・ウォルシュ役に抜擢された。これは吹替演出の田島荘三が中原が出演していた『殺したいほどアイ・ラブ・ユー』の日本語吹き替え版のビデオを見て、その時の中原の声を聞いて田島は「声の感じがいいな」と思い憶えて「何かあった時には」と思っていたようだった。その後、ブランドン役の日本語吹き替え版の配役が最後まで決まらず「どうしようか」と田島はスタッフと考えていた時、中原の事を憶い出して、「ブランドン役は彼でどうだろう」ということになり、中原はオーディションなしで同役に抜擢されたという。『殺したいほどアイ・ラブ・ユー』のディーヴォ役は山田悦司が中原にその役を付けおり、田島はその後「あの人(山田さん)のキャスティングはわかるんだよねぇ、僕と似ていて好きなんですよ」と述べていた。その時の中原は『殺したいほどアイ・ラブ・ユー』に出演していなければその後の『ビバリーヒルズ高校白書』はなかったと考えていたところ、「こんなに劇的な運命的な出会いを、この先自分の人生の中で体験するのだろうか」と思ったという。『ビバリーヒルズ高校白書』シリーズでの収録後の飲み会が印象的だった。また帰り道「中原さんおはようございます」と出勤してきたスタッフに言われるのは少し恥ずかしかった。デビッド・シルバー役の佐々木望とは夜中から朝まで2人で飲み明かしており、帰り際にファミリーレストランで一緒にモーニングを食べた事があった。あそこまで飲んだ番組は、後にも先にも、『ビバリーヒルズ高校白書』シリーズしかなく、相当長い間続いたと語る。『ビバリーヒルズ高校白書』シリーズの打ち上げ旅行の時は早い段階で、更に親睦を深める旅行を企画していた。その時の幹事は中原で鬼怒川で2連泊宿泊しており、この旅行で絆が尚更深まった。旅行終えた後、浅草の神谷バーで生まれて初めてデンキブランを飲んだ。『ビバリーヒルズ高校白書』シリーズの放送が終えたため、「ポッカリ空いた心の穴を埋めるように何かに残したい」と強く思ったことからホームページの『エッセンス』でエッセイを書き始めており、最初に書いたエッセイは「毎日がビバリー!」だったという。
1995年当時の久しぶりのレギュラーとしての出演だったテレビアニメ『新機動戦記ガンダムW』ではトロワ・バートン役を演じており、ある日、『新機動戦記ガンダムW』のアフレコのために東京都渋谷区のスタジオに入っていた。その時にかつて『アリオン』の制作進行をしており、『新機動戦記ガンダムW』ではプロデューサーを務めていた富岡秀行と再会した。トロワ役に選ばれたのは富岡は中原が『新機動戦記ガンダムW』のオーディションを受けていたのを知り、「気持ちとしては中原くんにやってもらいたい｣と思っていたようだった。その後に富岡、監督の池田成、音響監督の浦上靖夫でトロワ役のキャストを決めることになった時に富岡は「もしあの場で僕が、『トロワは中原さんがいいんじゃないか』と言ってしまったら、自分のプロデューサーという立場も含めて、それはしてはいけない」と思い「自分は意見を求められたら発言しよう」と決意。結果は浦上、池田から「トロワは中原さんがいいんじゃないかと思うんですが｣と聞かれて、富岡は「問題ないと思いますよ｣ということで『新機動戦記ガンダムW』のキャストではトロワ役が一番最初に決まった。オーディションの3日後位で中原にトロワ役の決定を伝えられた。『新機動戦記ガンダムW』のアフレコを終えた後は共演していた中村大樹とプロデューサーの富岡、監督の池田、シリーズ構成の隅沢克之などのスタッフたちとよく飲みにいっていた。前述のオーディションの話しになったこともあり、その時の富岡は前述の決意のことを中原にその場で明かしていた。その時の富岡は「だってアリオンは特別だったもん」と話しており、中原も深く頷いていたという。

## 出演
太字はメインキャラクター。

### テレビアニメ
1982年
- 銀河烈風バクシンガー（ニーノ、マロウ、トーニ・アーウィン）
- 魔境伝説アクロバンチ（ジュン）
- まんが 水戸黄門

1983年
- 機甲創世記モスピーダ（男隊員A、軍人A）
- キャプテン翼（1983年 - 1986年、井沢）
- 聖戦士ダンバイン（1983年 - 1984年、ショウ・ザマ）
- 超時空要塞マクロス（町崎健一、カリタ・トラカジーデ）
- 光速電神アルベガス（三郎）

1984年
- ガラスの仮面（真島良）
- よろしくメカドック（五十嵐充）

1985年
- 昭和アホ草紙あかぬけ一番!（司会者、少年時代の祖父）
- 超獣機神ダンクーガ（式部雅人）
- 六三四の剣（日高剣介、三森先輩）

1986年
- あんみつ姫（ロッカー、Q助）
- Oh!ファミリー（ケイ・アンダーソン）
- ゲゲゲの鬼太郎（第3作）（中学生B）
- 生徒諸君! 心に緑のネッカチーフを（生徒会長）
- 聖闘士星矢（1986年 - 1988年、暗黒ペガサス、翔、シヴァ、アルベリッヒ）
- ボスコアドベンチャー（フローク）
- マシンロボ クロノスの大逆襲（ショーニー）

1987年
- エスパー魔美（1987年 - 1989年、司会者、夢野、今井雅也、相手投手、ジョージ）
- きまぐれオレンジ☆ロード（中学生）
- 新メイプルタウン物語 パームタウン編（ジミー）
- マンガ日本経済入門（大貫、岡田、駐在員）

1988年
- それいけ!アンパンマン（おそうじまん〈3代目〉）
- 鉄拳チンミ（キンタン）
- のらくろクン（鯉次郎）
- ハロー!レディリン（アーサー・ドレイク・ブライトン）
- ひみつのアッコちゃん第2作（キーオ）
- 夢見るトッポ・ジージョ（ライオン）

1989年
- アイドル伝説えり子（内田一樹、AD）
- 青いブリンク（男A）
- おぼっちゃまくん（1989年 - 1992年、チン太、瓦版屋、鳶桐、地転ひろみ）
- ジャングルブック・少年モーグリ（1989年 - 1990年、スーラ）
- たいむとらぶるトンデケマン!（ジークフリード）
- ビックリマン（チョッキング）
- ビリ犬なんでも商会（掘田）

1990年
- アイドル天使ようこそようこ（平、学生）
- NG騎士ラムネ&40（ゼンザイン）
- 昆虫物語 みなしごハッチ（コッキー、ビリー）
- それいけ!アンパンマン みなみの海をすくえ!（おそうじまん）
- ちびまる子ちゃん（1990年 - 1991年、添田くん、男の子）
- チンプイ（マイケル）
- 魔法のエンジェルスイートミント（フレッド、デューク、ジム）
- 魔法使いサリー（1989年版）（ユタカ）

1991年
- 緊急発進セイバーキッズ（マックス）
- シティーハンター'91（手下）
- 少年アシベ（店員、サラリーマン）
- どろろんぱっ!（ハジメ）
- 横山光輝 三国志（孫策）
- わたしとわたし ふたりのロッテ（ハンス）

1992年
- あしたへフリーキック（フランク）
- 宇宙の騎士テッカマンブレード（1992年 - 1993年、レビン）
- お〜い!竜馬（平助）
- ドラゴンボールZ（1992年 - 1995年、人造人間17号）
- 花の魔法使いマリーベル（モール）
- 炎の闘球児 ドッジ弾平（御堂嵐）
- ママは小学4年生（主審）

1993年
- 蒼き伝説シュート!（松下浩）
- ドラゴンボールZ 絶望への反抗!!残された超戦士・悟飯とトランクス（人造人間17号）
- 南国少年パプワくん（オッくん、グンマ博士）
- ミラクル☆ガールズ（菱川）
- 幽☆遊☆白書（妖狐 / 妖狐蔵馬）

1994年
- おまかせスクラッパーズ（スーパー7）
- 勇者警察ジェイデッカー（カゲロウ）

1995年
- アニメ世界の童話（三月ウサギ）
- 新機動戦記ガンダムW（1995年 - 1996年、トロワ・バートン）
- 飛べ!イサミ（男犯人）
- ママはぽよぽよザウルスがお好き（一文字秀人）
- ヤンボウ ニンボウ トンボウ（バビの父）
- ロミオの青い空（リナルド）

1996年
- あずきちゃん（ケント）
- 名探偵コナン（1996年 - 2008年、旗本武、西谷宏明、ロバート・テイラー、間熊篤、深町真二、龍尾景）

1997年
- 金田一少年の事件簿（遠野英治）
- ドラゴンボールGT（17号）
- 忍ペンまん丸（紫狼沙）
- 爆走兄弟レッツ&ゴー!!WGP（ウィリー）

1998年
- TRIGUN（ロアン）
- MASTERキートン（ラディ）

1999年
- カウボーイビバップ（マッケンタイア）
- 週刊ストーリーランド（1999年 - 2001年、サギ師、山下、浩二、丸山アキオ）
- トラブルチョコレート（パパイヤ）
- Bビーダマン爆外伝V（はんせんボン）

2000年
- サクラ大戦TV

2002年
- 王ドロボウJING（ペルノー）

2003年
- 星のカービィ（チップ先生）
- 妄想科学シリーズ ワンダバスタイル（九十九工作）

2004年
- DAN DOH!!（新庄樹靖）
- 遙かなる時空の中で-八葉抄-（藤原鷹通）

2007年
- GR-GIANT ROBO-（ジョニー・ソッコー）
- DARKER THAN BLACK -黒の契約者-（ニック・ヒルマン）
- 遙かなる時空の中で3 紅の月（有川譲）
- Myself ; Yourself（麻緒衣の父）

2008年
- 西洋骨董洋菓子店〜アンティーク〜（戸田〈BARのマスター〉）

2009年
- 戦国BASARA（2009年 - 2014年、毛利元就）- 3シリーズ
- ねぎぼうずのあさたろう（諸越光雲斎）

2010年
- ケロロ軍曹（マコト）
- ドラゴンボール改（2010年 - 2015年、人造人間17号）
- 遙かなる時空の中で3 終わりなき運命（有川譲）

2011年
- デジモンクロスウォーズ 〜悪のデスジェネラルと七つの王国〜（グラビモン）

2012年
- 聖闘士星矢Ω（2012年 - 2013年、貴鬼、翔）

2013年
- 惡の華（佐伯奈々子の父）
- 京騒戯画（鞍馬）

2017年
- ドラゴンボール超（人造人間17号）

2018年
- 学園BASARA（毛利元就）

2020年
- のりものまん モービルランドのカークン（2020年 - 2022年、ジャーニー）

2021年
- デジモンアドベンチャー:（グラビモン）

### 劇場アニメ
- 超時空要塞マクロス 愛・おぼえていますか（1984年、客B）
- キャプテン翼 ヨーロッパ大決戦（1985年、井沢[223]）
- キャプテン翼 危うし! 全日本Jr.（1985年、井沢[224]）
- アリオン（1986年、アリオン[225]）
- キャプテン翼 明日に向って走れ!（1986年、井沢[226]）
- キャプテン翼 世界大決戦!! Jr.ワールドカップ（1986年、井沢）
- バツ&テリー（1987年、花咲）
- バリバリ伝説
- ルパン三世 風魔一族の陰謀（1987年、ガクシャ[227]）
- エスパー魔美 〜星空のダンシングドール〜（1988年、大森良夫）
- ぴーひょろ一家（1988年、篠原Q太）
- ひみつのアッコちゃん（1989年、キーオ）
- ひみつのアッコちゃん 海だ!おばけだ!夏まつり（1989年、キーオ）
- ちびまる子ちゃん（1990年、添田くん）
- ZIGGY THE MOVIE それゆけ！R＆R BAND（1991年、戸城）
- Jリーグを100倍楽しく見る方法!!（1994年）
- 幽☆遊☆白書 冥界死闘篇 炎の絆（1994年、妖狐）
- 新機動戦記ガンダムW Endless Waltz 特別編（1998年、トロワ・バートン）
- 劇場版 遙かなる時空の中で 舞一夜（2006年、藤原鷹通）
- 劇場版 戦国BASARA -The Last Party-（2011年、毛利元就[228]）

### OVA
- 超獣機神ダンクーガ OVA（1986年 - 1989年、式部雅人）
- バリバリ伝説 PART II 鈴鹿編
- レリックアーマーLEGACIAM（1987年）
- 宇宙家族カールビンソン（1988年、ジュン）
- ズッコケ時空冒険（1988年、長井先生）
- New Story of Aura Battler DUNBINE（1988年、シオン・ザバ）
- 竜世紀（1988年、キール）
- 銀河英雄伝説（1989年、フランツ・ヴァーリモント少尉）
- 湘南爆走族（1989年、財津愛）
- 新・キャプテン翼（1989年 - 1990年、井沢守、新田瞬）
- 独身アパートどくだみ荘（1989年、オサム）
- 風魔の小次郎（1989年 - 1992年、項羽[229]、小龍） - 3作品[一覧 1]
- 楳図かずおの呪い（1990年、楳図[232]）
- ガッデム（1990年、トビー）
- アーシアンII EARTHIAN II（1990年、クリフ・グレイ[233]）
- 心霊恐怖レポート うしろの百太郎（1991年、百太郎）
- おたくのビデオ（1991年、日野）
- ここはグリーン・ウッド（1991年、男D）
- ねこ・ねこ・幻想曲（1991年、香川貴広）
- ダークキャット（1991年、小泉宏紀）
- 魍魎戦記MADARA（1991年、カゲオウ）
- 間の楔（1992年、キリエ）
- ハロー張りネズミ 〜殺意の領分〜（1992年、七瀬五郎）
- エイトマン AFTER（1993年、イチロー、陳）
- オフサイド（1993年、薬丸英樹）
- 熱砂の惑星 女公安官ケイト（1994年、ジェンキス）
- アルスラーン戦記 征馬孤影（1995年、ジムサ）
- 精霊使い（1995年、黒竜）
- ミネルバの剣士（1995年、デュナン）
- 超特急ヒカリアン（1996年、スナイパーソニック）
- ヴァリアブル・ジオ（1997年、トキカゲ）
- マクロス ダイナマイト7（1997年、ローレンス）
- 新機動戦記ガンダムW Endless Waltz（1998年、トロワ・バートン[234]）
- HUNTER×HUNTER（1998年、カイト）
- 旭日の艦隊（1999年、ロナルド・パール）
- luv wave（2000年、マシー・スペクター）
- 世にも恐ろしい日本昔話「かちかち山」（2000年、吾作）
- 遙かなる時空の中で-紫陽花ゆめ語り-（2002年、藤原鷹通）
- 紺碧の艦隊（2003年、ロナルド・パール）
- 遙かなる時空の中で2-白き龍の神子-（2003年、藤原幸鷹）
- 工藤新一 謎の壁と黒ラブ事件（2008年、秋本光一）
- SUPERNATURAL: THE ANIMATION（2011年、デビッド）

### Webアニメ
- 京騒戯画（2011年、鞍馬）
- スーパードラゴンボールヒーローズ プロモーションアニメ（2019年 - 2023年、人造人間17号、人造人間17号〈オゾット〉）

### ゲーム
1993年
- 天使の詩II 堕天使の選択（シオン）

1994年
- 幽☆遊☆白書 特別篇（妖狐蔵馬）
- 幽☆遊☆白書 魔強統一戦（妖狐蔵馬）
- 聖戦士伝承・雀卓の騎士（ビアレス＝グラン）

1996年
- 新スーパーロボット大戦（式部雅人、親衛隊兵）
- 第4次スーパーロボット大戦S（ショウ・ザマ）
- 伝説のオウガバトル（トリスタン / フィクス・トリシュトラム・ゼノビア）
- ドラゴンボールZ 偉大なるドラゴンボール伝説（人造人間17号、セルジュニア）
- にとうしんでん（シュウ）
- パンツァードラグーン ツヴァイ（ランディ・ジャンジャック）

1997年
- EOS〜Edge of Skyhigh〜（リュオン）
- スーパーロボット大戦F（ショウ・ザマ、式部雅人、トロワ・バートン）
- 麻雀学園祭（竹中正敬）

1998年
- EVE The Lost One（瀬野尾靖夫）
- 新世代ロボット戦記ブレイブサーガ（カゲロウ）
- スーパーロボットスピリッツ（ショウ・ザマ）
- スーパーロボット大戦F 完結編（ショウ・ザマ、式部雅人、トロワ・バートン）
- 超鋼戦紀キカイオー（ナカト・ファーランド、アービン・クロフォード）
- DESIRE（アルバート・マクドガル） - Windows版
- 麻雀学園祭2（竹中正敬）
- 麻雀学園祭DX（竹中正敬）
- リアルロボッツファイナルアタック（ショウ・ザマ）

1999年
- SDガンダム GGENERATION（1999年 - 2025年、トキオ・ランドール、トロワ・バートン） - 12作品
- スーパーヒーロー作戦（トロワ・バートン）
- スーパーロボット大戦コンプリートボックス（ショウ・ザマ）
- 散櫻 〜禁断の血族〜（白石実）

2000年
- スーパーロボット大戦α（ショウ・ザマ、式部雅人、トロワ・バートン）
- サンライズ英雄譚R（ショウ・ザマ、トロワ・バーン）
- 遙かなる時空の中で（藤原鷹通）
- ブレイブサーガ2（カゲロウ）

2001年
- あしたの雪之丞（須崎達也）
- スーパーロボット大戦α for Dreamcast（ショウ・ザマ、式部雅人、トロワ・バートン）
- スーパーロボット大戦α外伝（式部雅人、トロワ・バートン）
- 遙かなる時空の中で2（藤原幸鷹）
- リアルロボットレジメント（ショウ・ザマ）

2002年
- スーパーロボット大戦IMPACT（ショウ・ザマ、式部雅人）

2003年
- SUNRISE WORLD WAR Fromサンライズ英雄譚（トロワ、ショウ）
- 第2次スーパーロボット大戦α（トロワ・バートン、ソルジャー）
- ドラゴンボールZ（人造人間17号）
- 遙かなる時空の中で-盤上遊戯-（藤原鷹通）

2004年
- スーパーロボット大戦GC（式部雅人、ムゲ兵）
- ドラゴンボールZ2（人造人間17号）
- 遙かなる時空の中で3（有川譲）

2005年
- Another Century's Episode（ショウ・ザマ、トロワ・バートン）
- 新世紀勇者大戦（カゲロウ）
- 聖闘士星矢 聖域十二宮編（翔）
- 戦国BASARA（毛利元就）
- 第3次スーパーロボット大戦α 終焉の銀河へ（式部雅人、トロワ・バートン）
- 天使ノ二挺拳銃（ジェイ）
- 天外魔境III NAMIDA（アギナミ）
- ドラゴンボールZ3（人造人間17号）
- ドラゴンボールZ Sparking!（2005年 - 2024年、人造人間17号 / スーパー17号） - 4作品
- ドラゴンボールZ 舞空烈戦（人造人間17号）
- 遙かなる時空の中で〜八葉抄〜（藤原鷹通）
- 遙かなる時空の中で3 十六夜記（有川譲）
- 幽☆遊☆白書FOREVER（妖狐蔵馬）

2006年
- Another Century's Episode 2（ショウ・ザマ、トロワ・バートン）
- キャプテン翼（井沢守） - PlayStation 2版
- スーパーロボット大戦XO（式部雅人、ムゲ兵）
- 戦国BASARA2（毛利元就）
- 超ドラゴンボールZ（人造人間17号）
- 遙かなる時空の中で〜舞一夜〜（藤原鷹通）
- 遙かなる時空の中で3 運命の迷宮（有川譲）
- Lamento -BEYOND THE VOID-（歌うたい）

2007年
- Another Century's Episode 3 THE FINAL（ショウ・ザマ）
- THE BATTLE OF 幽☆遊☆白書 〜死闘!暗黒武術会〜 120%（妖狐蔵馬）
- スーパーロボット大戦Scramble Commander the 2nd（ショウ・ザマ、式部雅人、トロワ・バートン）
- 戦国BASARA2 英雄外伝（毛利元就）
- ドラゴンボールZ 遥かなる悟空伝説（人造人間17号）

2008年
- 機動戦士ガンダム ガンダムVS.ガンダム（トロワ・バートン）
- スーパーロボット大戦A PORTABLE（トロワ・バートン）
- 戦国BASARA X（毛利元就）
- ドラゴンボールZ インフィニットワールド（人造人間17号、スーパー17号）
- ドラゴンボールZ バーストリミット（人造人間17号）
- 遙かなる時空の中で 夢浮橋（藤原鷹通、藤原幸鷹、有川譲）
- 遙かなる時空の中で4（葛城忍人）
- ラブミーテンダー 〜今宵、Barアルバで〜（橘幸彦）

2009年
- 機動戦士ガンダム ガンダムVS.ガンダムNEXT（トロワ・バートン）
- スーパーロボット大戦NEO（ゼンザイン）
- 戦国BASARA バトルヒーローズ（毛利元就）
- テイルズ オブ グレイセス（ラムダ）
- ドラゴンボール レイジングブラスト（人造人間17号）
- 遙かなる時空の中で 夢浮橋 Special（藤原鷹通、藤原幸鷹、有川譲）

2010年
- ガンダム無双3（トロワ・バートン）
- 機動戦士ガンダム エクストリームバーサス（2010年 - 2016年、トロワ・バートン） - 4作品
- 戦国BASARA3（毛利元就）
- テイルズ オブ グレイセス エフ（ラムダ）
- ドラゴンボール タッグバーサス（人造人間17号）
- ドラゴンボールヒーローズ（2010年 - 2024年、人造人間17号、ヘルファイター17号、超17号） - 7作品
- ドラゴンボール レイジングブラスト2（人造人間17号）

2011年
- Another Century's Episode Portable（ショウ・ザマ）
- 戦国BASARA クロニクルヒーローズ（毛利元就）
- 戦国BASARA3 宴（毛利元就）
- 第2次スーパーロボット大戦Z 破界篇 / 再世篇（式部雅人、トロワ・バートン）
- ドラゴンボール アルティメットブラスト（人造人間17号）
- ドラゴンボール改 アルティメット武闘伝（人造人間17号）

2012年
- 聖闘士星矢Ω アルティメットコスモ（貴鬼）

2013年
- 真・ガンダム無双（トロワ・バートン）
- スーパーロボット大戦Operation Extend（ショウ・ザマ、式部雅人、ゼンザイン）
- スーパーロボット大戦UX（ショウ・ザマ）

2014年
- 戦国BASARA4（毛利元就）
- 第3次スーパーロボット大戦Z 時獄篇 / 天獄篇（2014年 - 2015年、トロワ・バートン） - 2作品

2015年
- 聖闘士星矢 ソルジャーズ・ソウル（アルベリッヒ）
- 戦国BASARA4 皇（毛利元就）
- ドラゴンボールZ 超究極武闘伝（人造人間17号、超17号）
- ドラゴンボール ゼノバース（人造人間17号、超17号）
- スーパーロボット大戦BX（ショウ・ザマ）

2016年
- ガールフレンド（仮）（悪バイト男、悪大食漢）
- 戦国BASARA 真田幸村伝（毛利元就）
- ドラゴンボール ゼノバース2（人造人間17号、超17号）
- ドラゴンボールフュージョンズ（人造人間17号）

2017年
- 遙かなる時空の中で3 Ultimate（有川譲）
- テイルズ オブ ザ レイズ（ラムダ）
- キャプテン翼 〜たたかえドリームチーム〜（井沢守）
- ガンダムバーサス（トロワ・バートン）
- 仁王（吉川広家）

2018年
- スーパーロボット大戦X-Ω（2018年 - 2020年、式部雅人、ショウ・ザマ）
- ドラゴンボール ファイターズ（人造人間17号）
- 遙かなる時空の中で Ultimate（藤原鷹通）
- スーパーロボット大戦X（ショウ・ザマ、トロワ・バートン）
- 機動戦士ガンダム エクストリームバーサス2（2018年 - 2025年、トロワ・バートン） - 4作品

2019年
- スーパーロボット大戦T（ショウ・ザマ、シオン・ザバ）
- スーパーロボット大戦DD（2019年 - 2024年、ショウ・ザマ、シオン・ザバ、トロワ・バートン）

2020年
- ドラゴンボールZ カカロット（人造人間17号）
- 共闘ことばRPG コトダマン（妖狐蔵馬）

2021年
- スーパーロボット大戦30（2021年 - 2022年、カゲロウ、式部雅人）

2022年
- 機動戦士ガンダム アーセナルベース（トロワ・バートン）

2024年
- ライドカメンズ（アンビス）

### 吹き替え

#### 担当俳優
チャップマン・トウ
- インファナル・アフェアシリーズ（キョン）
  - インファナル・アフェア ※テレビ東京版
  - インファナル・アフェア 無間序曲 ※テレビ東京版
  - インファナル・アフェアIII 終極無間 ※BSジャパン版

- 傷だらけの男たち（チョイ・ウィンクォン）

#### 映画
- アウトサイダー（ジョニー・ケイド〈ラルフ・マッチオ〉）※フジテレビ版
- X-MENシリーズ（スコット・サマーズ / サイクロップス〈ジェームズ・マースデン〉）※テレビ朝日版
  - X-MEN
  - X-MEN2[241]
  - X-MEN:ファイナル ディシジョン
- エイリアンノイド（ホワイトフィールド）
- エンジェル・スノー（ソギュン〈イ・ソンジェ〉）
- 顔のない女（ソグォン医師〈キム・テウ〉）
- 殺したいほどアイ・ラブ・ユー（ディーボ〈リヴァー・フェニックス〉）
- 地獄の変異（ジャック・マカリスター〈コール・ハウザー〉）
- ジム・キャリーinロングウェイ・ホーム（マット・カーター〈ウィリアム・マクナマラ〉）
- シャロウ・グレイブ
- シン・レッド・ライン（ファイフ二等兵〈エイドリアン・ブロディ〉）
- 推定有罪（ロブ・ウィルソン）※NHK版
- 戦火の勇気（ダグ・ブルーノ広報官〈ブロンソン・ピンチョット〉）※ソフト版
- 卒業の朝（成人のディーパック・メータ）
- 卒業白書（バリー〈ブロンソン・ピンチョット〉）
- 大脳分裂（兄〈イヴァイロ・フヌーブ〉）
- ダンス・フィーバー（モーリス）
- 追跡者（ノア・ニューマン連邦副保安官〈トム・ウッド〉）※テレビ朝日、テレビ東京版
- デッドエンド 暗戦リターンズ（犯人〈イーキン・チェン〉）
- ドアーズ（ロビー・クリーガー〈フランク・ホエーリー〉）
- 同居人 背中の微かな笑い声（ジェレミー〈ウィリアム・マクナマラ〉）※ビデオ版
- 逃亡者（ノア・ニューマン連邦副保安官〈トム・ウッド〉）※テレビ朝日版
- ナーズの復讐III ナーズ軍団、最終決戦!（ハロルド・スコルニック〈グレッグ・ビンクレイ〉）
- ハート・オブ・ジャスティス（デヴィッド〈エリック・ストルツ〉）
- ハートブルー ※ソフト版
- 初体験/リッジモント・ハイ（マーク・ラトナー〈ブライアン・バッカー〉）
- 光る眼（フランク・マクゴーワン〈マイケル・パレ〉）※ソフト版
- ファントム（ステュー・ワーグル〈リーヴ・シュレイバー〉）
- ブレイブハート（エドワード王子〈ピーター・ハンリー〉）※ソフト版
- ベビーシッター・アドベンチャー（ダン〈ジョージ・ニューバーン〉）※フジテレビ版
- マスターズ/超空の覇者（チャーリー）※テレビ東京版
- 身代金（カビー・バーンズ〈ドニー・ウォールバーグ〉）※日本テレビ版
- メンフィス・ベル（ラスカル〈ショーン・アスティン〉）※WOWOW版
- モンキー・リーグ/史上最強のルーキー登場（パトリック〈チャーリー・シュラッター〉）
- ヤングガン2（トム〈バルサザール・ゲティ〉）※フジテレビ版（BD収録）
- 勇気あるもの（メル・メルビン〈グレッグ・スポルダー〉）
- ユニコーン/奇跡の航海（セバスチャン）
- ルーカスの初恋メモリー
- レッサー・エヴィル（少年時代のアイヴァン〈マーク・ウォーデン〉）
- ワイルド・ウエスタン 荒野の二丁拳銃（カウボーイ〈エミリオ・エステベス〉）

#### ドラマ
- X-ファイル ※ソフト版
- ダークエンジェル（ベン、アレック・マクドウェル〈ジェンセン・アクレス〉）※テレビ版
- 超音速ヒーロー ザ・フラッシュ（テッド・ウィットコム〈チャーリー・ラング〉）※日本テレビ版
- 21ジャンプストリート（トム・ハンソン潜入捜査官〈ジョニー・デップ〉）※ハピネットDVD版
- バナナインパジャマ（B2）
- ビバリーヒルズ高校白書/ビバリーヒルズ青春白書（ブランドン・ウォルシュ〈ジェイソン・プリーストリー〉）
- ファミリータイズ（スキッピー・ハンドルマン〈マーク・プライス〉）
- フレンズ（マイク・ハニガン〈ポール・ラッド〉、他）

#### アニメ
- アイアンマン（ハッカー）
- X-MEN（テレビ東京版）（クイックシルバー）
- キャプテン・プラネット（ウィラー）
- サウスパーク（ダフィー）
- バイカーマイス（ビニー）
- パパはグーフィー
- ミュータント・タートルズ（ウサギ・ヨージンボー）
- ユメみるハックスレー（サム）

#### 人形劇
- がんばれタッグス（テンセンツ）

### 特撮
- もりもりぼっくん（1986年、救急九太郎の声）
- 烈車戦隊トッキュウジャー（2014年、ボトルシャドーの声）

### ラジオ
- ガイア・ギア（ジャンウェン・フー）※ラジオドラマ
- 新機動戦記ガンダムW BLIND TARGET（トロワ・バートン）※ラジオドラマ
- ラジオ カレイドスコープ eye's
- ラジオ パステルコレクション
- ラジオ カフェ・エッセンス
- ラジオ ただ風の中で　FMJAGA
- 栃木放送開局60周年ご当地ラジオドラマ「異世界賢者の転生栃木ライフ！」（2024年3月30日14:00 - 15:10） - 魔王イバ・ラキ 役[242]

### CD
- アルスラーン戦記2 王子二人（ザンデ）
- アルスラーン戦記4 汗血公路（メルレイン）
- アルスラーン戦記6 風塵乱舞（メルレイン）
- 孔雀王 暗黒大魔王篇（孔雀）
- 原獣文書（レイ・ジーン・セイバーヘーゲン博士）
- サインコサイン恋サイン（作山八織）
- SAMURAI DEEPER KYOシリーズ（大四老・ひしぎ）
- CDドラマコレクションズ 三國志（徐庶元直）
- 戦国BASARA2 〜邂逅!瀬戸内の戦い〜
- DAN DOH!! SMILE SHOT!（新庄樹靖）
- ちょー美女と野獣（ジオラルド）
- Dies=Nova（エストナ・ユーベン）
- DOGS/BULLETS&CARNAGE（ジョヴァンニ）
- 虹の世紀シェラトーン（沢村彰吾）
- BASARA外伝TATARA（聖）
- はじめの一歩（ヴォルグ・ザンギエフ）
- 花ざかりの君たちへ（原秋葉）
- 遙かなる時空の中で〜八葉萌芽の巻〜前編・後編（藤原鷹通）
- 遙かなる時空の中で〜八葉みさと異聞〜壱・剣花の巻〜（藤原鷹通）
- 遙かなる時空の中で〜八葉みさと異聞〜弐・譲葉の巻〜（藤原鷹通）
- 遙かなる時空の中で〜八葉みさと異聞〜参・待宵の巻〜（藤原鷹通）
- 遙かなる時空の中で〜八葉みさと異聞〜四・青嵐の巻〜（藤原鷹通）
- 遙かなる時空の中で〜八葉みさと異聞〜君恋ふる歌〜（藤原鷹通）
- 遙かなる時空の中で〜八葉みさと異聞〜花の宴〜（藤原鷹通）「全巻購入特典プレゼント」
- 遙かなる時空の中で〜花鳥風月〜（藤原鷹通）
- 遙かなる時空の中で〜音盤草紙〜白虹の巻〜（藤原鷹通）「LaLa全員サービスCD」
- 遙かなる時空の中で〜音盤草紙〜天の巻〜（藤原鷹通）「LaLa全員サービスCD」
- 遙かなる時空の中で〜うたがさね〜（藤原鷹通）
- 遙かなる時空の中で〜四神ミニアルバム白虎〜（藤原鷹通）
- 遙かなる時空の中で〜紫陽花ゆめ語り〜音滴〜（藤原鷹通）
- 遙かなる時空の中で〜歌草紙〜涼風の宴〜（藤原鷹通）
- 遙かなる時空の中で・八葉抄〜ドラマCD〜（藤原鷹通）「LaLa全員サービスCD」
- 遙かなる時空の中で・八葉抄〜キャラクターコレクション白虎編〜（藤原鷹通）
- 遙かなる時空の中で2〜刻の封印〜壱〜 - 〜四〜（藤原幸鷹）
- 遙かなる時空の中で2〜雪月花〜（藤原幸鷹）
- 遙かなる時空の中で2〜花をとめ〜（藤原幸鷹）
- 遙かなる時空の中で2〜花鏡〜（藤原幸鷹）
- 遙かなる時空の中で2〜紅葉舞〜（藤原幸鷹）
- 遙かなる時空の中で2〜紅葉舞〜夢の通ひ路〜（藤原幸鷹）
- 遙かなる時空の中で2〜小春日和〜（藤原幸鷹）
- 遙かなる時空の中で3薄月夜一〜黎明の章〜（有川譲）
- 遙かなる時空の中で3薄月夜二〜黄昏の章〜（有川譲）
- 遙かなる時空の中で3〜ありあけの歌〜（有川譲）
- 遙かなる時空の中で4〜天空の書〜（葛城忍人）
- 遙かなる時空の中で4〜大地の書〜（葛城忍人）
- 遙かなる時空の中で4〜星影の詩〜（葛城忍人）
- 遙かなる時空の中で4〜瑞穂の国〜（葛城忍人）
- 遙かなる時空の中で5 夜明け前 壱・弐（大威徳明王）
- ネオロマンス♥Duet+ 遙かなる時空の中で
- BL探偵物語
- 八雲立つ 音盤物語（後藤徳彦）
- ファイアーエムブレム 暗黒竜と光の剣1〜約束の土地へ（マルス[243]）
- ファイアーエムブレム 暗黒竜と光の剣2〜炎の紋章（マルス[243]）
- ファイアーエムブレム 暗黒竜と光の剣3〜風の軌跡（マルス[243]）
- ファイアーエムブレム 暗黒竜と光の剣4〜魔道の聖域（マルス[243]）
- 摩陀羅・転生編（光河 光）
- 幽☆遊☆白書ミュージックバトル編3魔界伝説（妖狐蔵馬）
- 幽☆遊☆白書〜collective songs〜（妖狐蔵馬）

#### BLCD
- 青の軌跡（カイ）
- 青の軌跡〜カタルシス・スペル〜解放の呪文（カイ）
- 青の軌跡〜クリスタル・クラウン（カイ）
- 青の軌跡〜バロック・パール（カイ）
- 青の軌跡〜ペルソナノングラータ（カイ）
- 青の軌跡〜ファントムペイン（カイ）
- 甘い罪のカケラ（桂川諭）
- 永遠の緑〜のちのおもいひに〜（竹内裕太）
- EGOISM（上領夏也）
- 君が好きなのさ（吉田公章）
- キレパパ。2（蓮音奨）
- 生意気な遺伝子 Long Version（連城聡史）
- BE HAPPY!〜常磐家の人々〜（東堂光）
- ぼくらの運勢（六条紀人）
- 幸運男子 -ラッキーくん-（斉）
- Lamento -BEYOND THE VOID- Drama CD ラブラブラメント学園（シュイ）
- Drama CD Lamento -BEYOND THE VOID- Rhapsody to the past（シュイ）
- わがままプリズナー（連城聡史）

### カセットブック
- アニメイトカセットコレクション 超獣機神ダンクーガ（式部雅人）
- ドラゴンランス戦記（ギルサナス）
- 魍魎戦記MADARA（カゲオウ）

### 人形劇
- ひげよさらば（サグリ）

### その他コンテンツ
- ゲーム『スーパーロボット大戦COMPACT3』（CMナレーション）
- 贅沢な休日（テレビ朝日、ナレーション、イズノスケの声）
- 地上の太陽〜“核融合”発電は実現するか〜（2011年8月10日、NHK BS1、ナレーション）
- ピクチャードラマ『新機動戦記ガンダムW Frozen Teardrop 次なる戦い』（2014年、トロワ・フォボス）
- 自転車協会presentsミラクル・サイクル・ライフ（2016年7月3日・10日[244]、TBSラジオ、ゲスト出演）
- AURA BATTLER DUNBINE SIDE L（2024年、ショウ・ザマ[245]）

## 著書
- 『ウインドファームの丘で』新風舎、2005年1月。ISBN 978-4-7974-5441-3。